# Eberhard Ludwig (Württemberg)

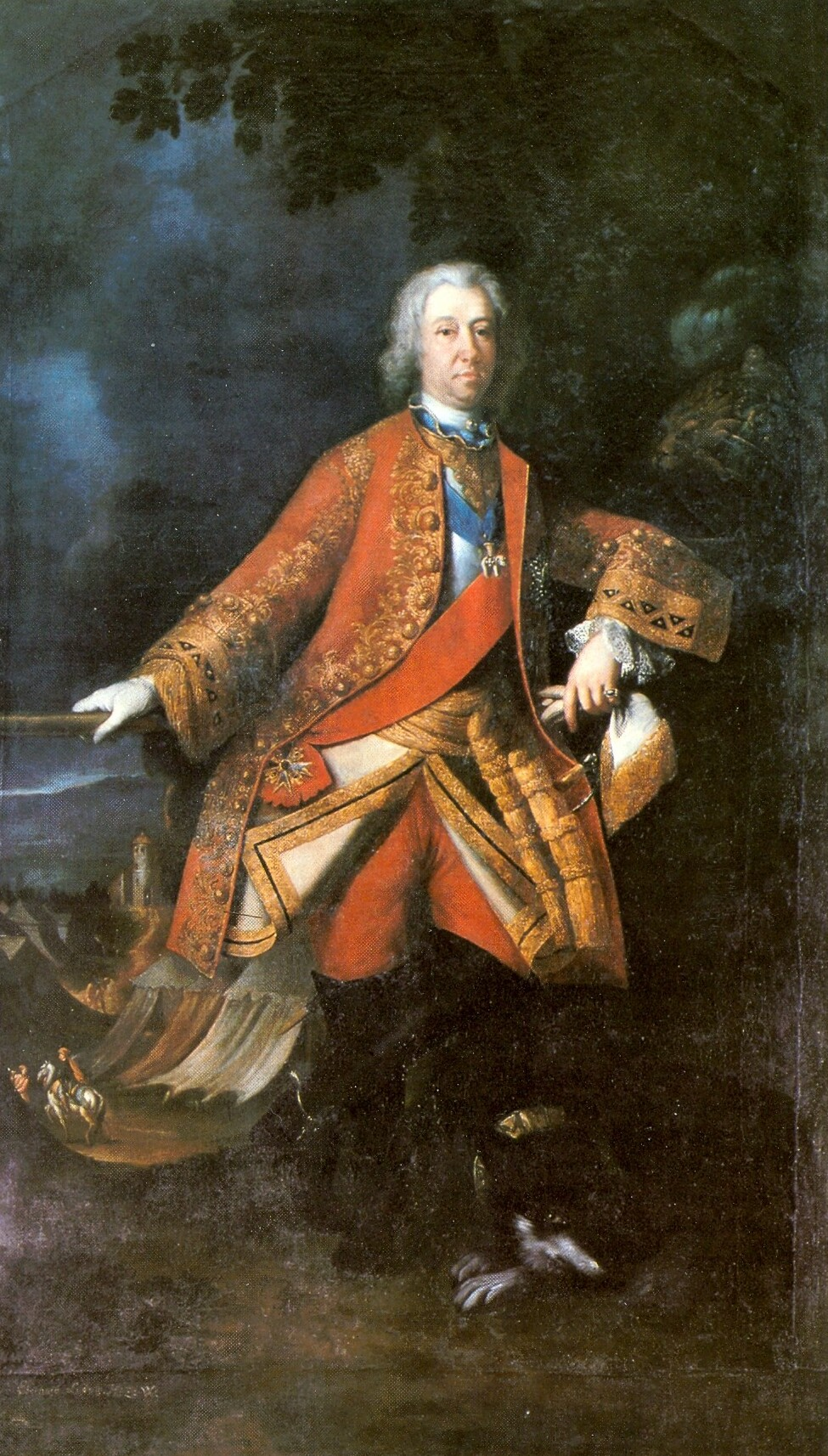
Herzog Eberhard Ludwig von Württemberg mit seinem schwarzen Amerikanischen Wolfshund Melac, um 1720 von einem unbekannten Künstler

Herzog Eberhard Ludwig (* 18. Septemberjul. / 28. September 1676greg. in Stuttgart; † 31. Oktober 1733 in Ludwigsburg) war von 1677 bis 1733 der zehnte (ab 1693 regierende) Herzog von Württemberg. Er begründete im Herzogtum Württemberg den Absolutismus, konnte ihn jedoch aufgrund des Widerstandes der württembergischen Landstände nie in voller Ausprägung durchsetzen. Einerseits reformierte er das Steuerwesen, förderte Manufakturen und Bergbau, machte durch die Aufnahme der Hugenotten neue Gewerbe heimisch und setzte ein stehendes Heer durch. Andererseits hinterließ er mit seinem höfischen Repräsentationsbedürfnis, das allerdings typisch für die Zeit des Barock war, einen hohen Schuldenberg.
Mit der außerehelichen Beziehung zu seiner Mätresse Wilhelmine von Grävenitz provozierte Eberhard Ludwig eine Staatsaffäre. Als erfahrener Feldherr stieg er bis zum Reichsgeneralfeldmarschall des Heiligen Römischen Reiches auf. Da sein einziger Sohn schon vor ihm starb, fiel nach seinem Tod die Regentschaft im lutherischen Württemberg an die katholische Nebenlinie Württemberg-Winnental. Auf Eberhard Ludwig geht die barocke Gründung von Residenzschloss und Stadt Ludwigsburg zurück.

## Leben bis zum Herrschaftsantritt (1676–1693)

### Herkunft
Herzog Eberhard Ludwig wurde am 18. September 1676 in Stuttgart geboren. Er war das dritte Kind von Herzog Wilhelm Ludwig von Württemberg und dessen  Ehefrau Magdalena Sibylla von Hessen-Darmstadt. Als erstgeborener Sohn war er von Anfang an zum Thronerben für das Herzogtum Württemberg bestimmt. Als sein Vater am 23. Juni 1677 starb, wurde der neun Monate alte Eberhard Ludwig Herzog von Württemberg. Da er noch nicht in der Lage war, selbst zu regieren, bestimmte das Oberhaupt des Heiligen Römischen Reiches, Kaiser Leopold I., am 27. November 1677 Friedrich Karl von Württemberg-Winnental zum Obervormund des jungen Eberhard Ludwig. Friedrich Karl war der fünf Jahre jüngere Bruder des verstorbenen Herzogs Wilhelm Ludwig. Die Mutter von Eberhard Ludwig ernannte der Kaiser zur Mitvormünderin. Sie hatte in Eberhard Ludwigs Erziehung zwar ein Mitspracherecht, war dem Obervormund Friedrich Karl aber untergeordnet. De facto nahm er die Stellung eines regierenden Reichsfürsten ein.

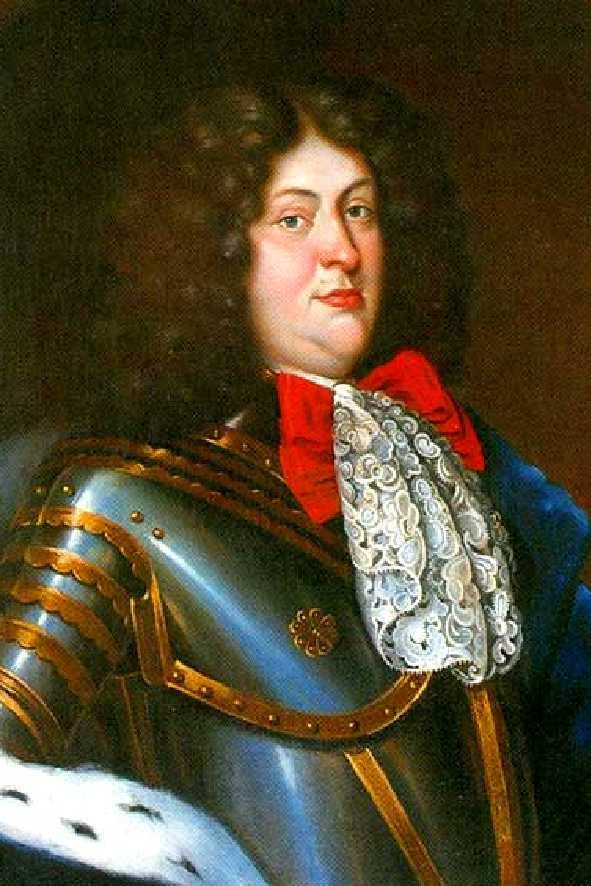
Der Vater: Herzog Wilhelm Ludwig von Württemberg, Porträt von 1647, unbekannter Künstler
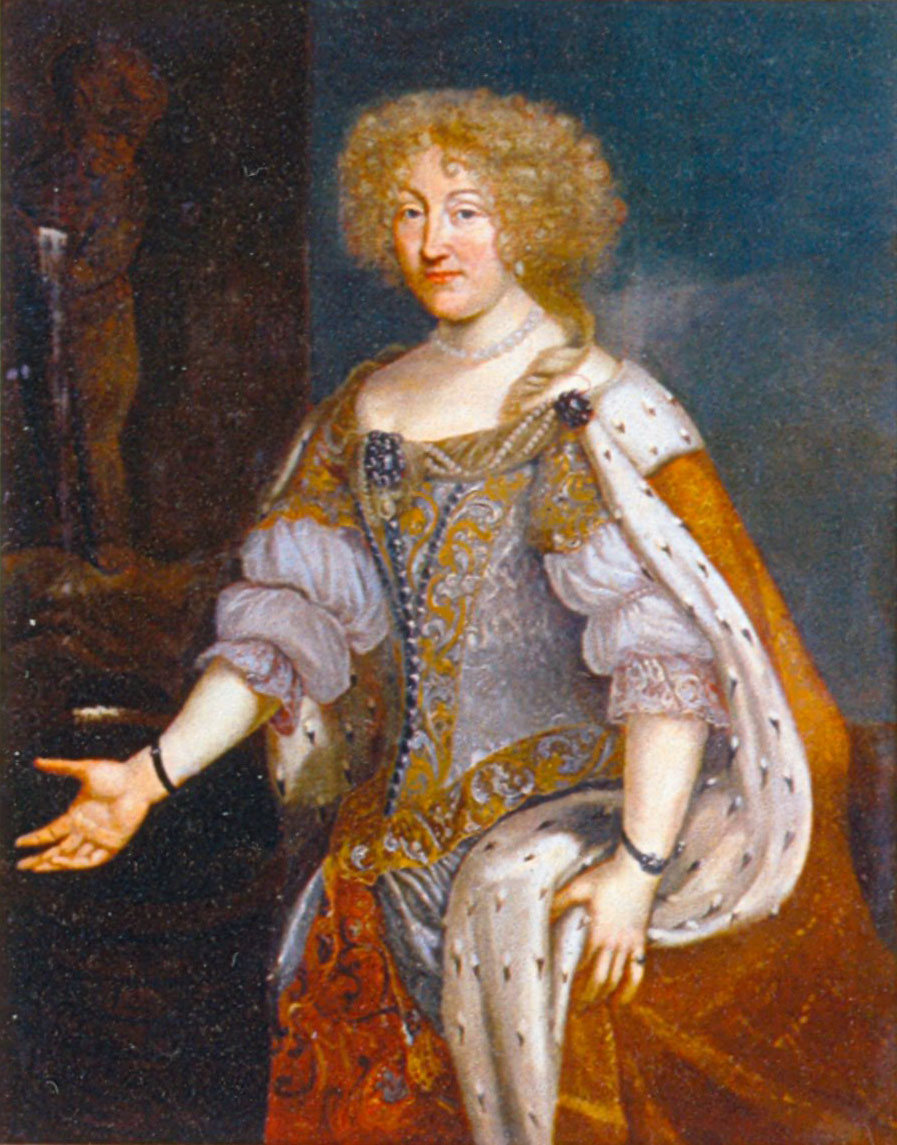
Die Mutter: Magdalena Sibylla von Hessen-Darmstadt, Porträt von 1675, unbekannter schwedischer Hofmaler
Der Obervormund: Friedrich Karl von Württemberg-Winnental, Porträt von 1652, unbekannter Künstler

### Erziehung
Der Obervormund festigte mit seiner am französischen Vorbild orientierten Hofhaltung das absolutistische Standesbewusstsein Eberhard Ludwigs. Ein selbstbewusstes Auftreten und vornehme Umgangsformen waren im 17. und 18. Jahrhundert in der höfischen Gesellschaft unerlässlich, um den eigenen Rang widerzuspiegeln. Aber auch Frömmigkeit wurde von einem zukünftigen Reichsfürsten erwartet. Eberhard Ludwigs Mutter Sibylla von Hessen-Darmstadt setzte eine streng religiöse Erziehung durch. So hat sich bis heute ein theologisches Lehrbuch des Herzogs erhalten, die sogenannte Theologia Ihro Hochfürstliche Durlaucht Eberhardi Ludovici Herzogen von Württemberg und Teck. In diesem Lehrbuch wurden dem Herzog Fragen gestellt, die detaillierte Bibelkenntnisse voraussetzten. Eberhard Ludwig erhielt vier Erzieher, die ihn in den Sprachen Latein, Französisch und Italienisch, aber auch in Religion, Geographie, Geschichte, Kriegswissenschaft und Staatsrecht unterrichteten. Von Hofmeister Johann Friedrich von Staffhorst lernte Eberhard Ludwig Reit-, Fecht- und Tanzkunst. Zu ihm sollte der spätere Herzog ein Leben lang ein enges Vertrauensverhältnis pflegen. Staffhorst sollte sogar zum Leiter des Geheimen Regierungsrates aufsteigen, der höchsten gesetzgebenden Staatsinstitution.

### Pfälzischer Erbfolgekrieg (1688–1697)

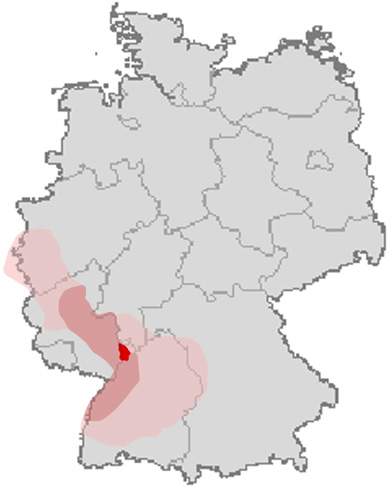
Kampfgebiete von 1688/1689: visualisiert auf den heutigen deutschen Grenzen

Die Kindheit Eberhard Ludwigs wurde durch den sogenannten Pfälzischen Erbfolgekrieg (1688–1697) überschattet. Schon zuvor in den 70er und 80er Jahren des 17. Jahrhunderts, mitten im Frieden, hatte der französische König Ludwig XIV. zum Heiligen Römischen Reich gehörende Territorien im Elsass und nördlich von Lothringen bis zur Eifel dem französischen Königreich einverleibt. Im Regensburger Waffenstillstand von 1684 hatte Kaiser Leopold I. die französischen Eroberungen auf 20 Jahre anerkannt. Mit dem erneuten Waffengang, dem Pfälzischen Erbfolgekrieg, wollte Ludwig XIV. vom Kaiser die dauerhafte Anerkennung seiner Eroberungen erzwingen. Unter Berufung auf angebliche Erbansprüche seiner Schwägerin Liselotte von der Pfalz unternahm Ludwig XIV. einen Feldzug gegen das Heilige Römische Reich.
Nachdem französische Truppen die Festung Philippsburg eingenommen hatten, floh Eberhard Ludwig vor den vordringenden Truppen erst in die Reichsstadt Nürnberg und dann weiter nach Regensburg, dem Sitz des Immerwährenden Reichstages. Die demütigende Flucht trug dazu bei, dass er als Herzog trotz erheblichen politischen Widerstandes daran interessiert war, ein stehendes Heer beizubehalten. Noch konnte der 16-jährige Herzog aber keinen eigenen politischen Willen geltend machen, da er nach bestehendem Recht erst mit 18 Jahren die Regierungsgeschäfte übernehmen konnte. Bis Mitte Dezember 1688 brachten die Franzosen den Norden des Herzogtum Württemberg unter ihre Kontrolle und eroberten sogar die herzogliche Hauptstadt Stuttgart. Eberhard Ludwigs Vormund, Friedrich Karl, erreichte in Regensburg jedoch, dass Kaiser Leopold I. 3000 Soldaten, die zuvor gegen die Osmanen in Ungarn gekämpft hatten, in Richtung Stuttgart geschickt wurden. Die französischen Truppen ließen es nicht auf eine Schlacht ankommen, sondern zogen sich aus Stuttgart zurück.

### Vorzeitige Mündigkeit (1693)

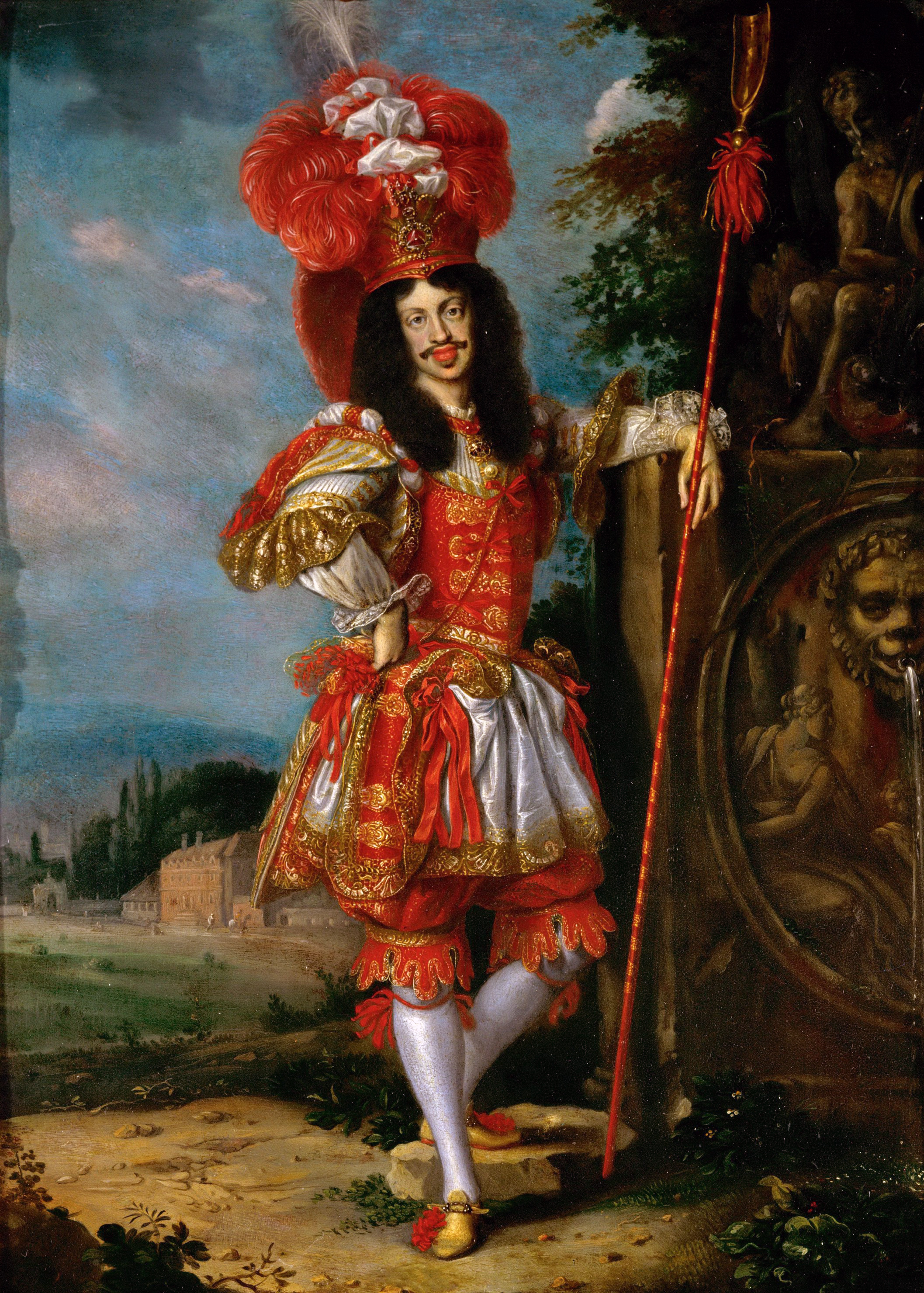
Kaiser Leopold I. Porträt von 1667, Jean Thomas van Yperen

Der Pfälzische Erbfolgekrieg wurde noch in anderer Hinsicht folgenreich für das Herzogtum Württemberg, indem er Eberhard Ludwigs Regierungsantritt beschleunigte. Am 27. September 1692 geriet Friedrich Karl in französische Kriegsgefangenschaft. Zwar gelang es, die französische Armee aus Württemberg auf das linke Rheinufer zurückzudrängen, doch blieb Friedrich Karl ein wichtiges Faustpfand für Ludwig XIV. Der französische König bot dem Obervormund die Freilassung an, sofern er die außenpolitische Neutralisierung Württembergs garantiere. Der militärische Abfall Württembergs von Kaiser Leopold I. hätte der französischen Armee den Weg nach Bayern und Österreich geöffnet.
Die württembergischen Landstände, Vertreter des Bürgertums und der evangelischen Geistlichkeit, erkannten nun die Chance, den verhassten Obervormund abzusetzen. Friedrich Karl hatte gegenüber den Landständen mehrfach den Vorrang der herzoglichen Macht betont und war nicht auf eine Auflösung des stehenden Heeres eingegangen. Aus diesem Grund forderten die Landstände nun Eberhard Ludwigs Mutter Magdalena Sibylla von Hessen-Darmstadt auf, den Kaiser darum zu bitten, ihren Sohn für mündig zu erklären. Dies kam einem Staatsstreich gleich. Allerdings verfolgte auch Magdalena Sibylla das Interesse, sich ihres wichtigsten politischen Rivalen zu entledigen. In der Abwesenheit Friedrich Karls hatte sie eine Versöhnungspolitik mit den Landständen betreiben können. Eine Rückkehr des Obervormunds an die Macht hätte ihren politischen Einfluss beendet. Magdalena Sibylla unterrichtete Kaiser Leopold I. brieflich über die Neutralitätsverhandlungen Friedrich Karls mit Frankreich. Daraufhin teilte der Kaiser ihr am 10. Januar 1693 mit, dass er Eberhard Ludwig für mündig erklärt habe. Eine Kopie der Mündigkeitsurkunde war dem Brief beigefügt. Mit diesem Schriftstück konnte Eberhard Ludwig offiziell die Regierungsgeschäfte als Herzog von Württemberg übernehmen.

## Eberhard Ludwig als regierender Herzog (1693–1733)

### Frühe Regierungsjahre (1693–1700)

#### Rahmenbedingungen
Bei seiner Regierungsübernahme stand Eberhard Ludwig immensen außen- und innenpolitischen Herausforderungen gegenüber. Zwar hatten die Grafen und Herzöge von Württemberg ihr Land durch eine geschickte Heiratspolitik zum bedeutendsten Kleinstaat im Südwesten des Heiligen Römischen Reiches erhoben, doch lag Württemberg geopolitisch zwischen habsburgischen Territorien wie Freiburg im Breisgau und dem Königreich Frankreich. Seine Lage zwischen den beiden europäischen Großmächten Österreich und Frankreich machte Württemberg wiederholt zum Kriegsschauplatz. Durch die Folgen des Dreißigjährigen Krieges (1618–1648), des Pfälzischen Erbfolgekrieges (1688–1697) und später noch des Spanischen Erbfolgekrieges (1701–1714) war das Herzogtum von schweren Zerstörungen und Entvölkerungen gekennzeichnet, die den Staat wirtschaftlich in seiner Entwicklung zurückwarfen. 1693 wurden württembergische Städte wie Marbach, Backnang, Großbottwar und Beilstein von den französischen Soldaten niedergebrannt. Die Plünderungen, Kontributionszahlungen und Brandschatzungen begünstigten die Ausbreitung von Seuchen und Nahrungsmittelmangel. Die 340 000 Einwohner Württembergs waren zum Großteil mittellose Bauern, die noch die mittelalterliche Dreifelderwirtschaft betrieben und regelmäßig von Hungersnöten betroffen waren. Zu Württemberg gehörten nur wenige Städte wie Stuttgart und Tübingen; Esslingen und Heilbronn waren Reichsstädte.
Zu den innenpolitischen Problemen gehörte auch, dass das Land ein dualistischer Ständestaat war. Dualistisch meint hier, dass zwei voneinander unabhängige Kräfte (der Herzog auf der einen und die württembergischen Landstände auf der anderen Seite) sich die Macht im Staat teilten und dabei gegensätzliche politische Ziele verfolgten. Seit dem Tübinger Vertrag von 1514 hatten die Landstände als Vertreter der evangelischen Geistlichkeit und bürgerlichen Oberschicht das Recht auf Steuerbewilligung. Mit diesem Druckmittel konnten sie vielfach bedeutenden Einfluss auf die Politik der württembergischen Herzöge ausüben.

#### Regierungspraxis
Der junge Herzog war auf die immensen politischen Herausforderungen, die ihn als Herzog erwarteten, nicht vorbereitet. Er hatte zwar eine gute Erziehung erhalten, war jedoch weder von seinem Obervormund noch von seiner Mutter in das eigentliche Regierungsgeschäft eingeführt worden. Dem 16-jährigen Herzog fehlte die Disziplin, Akten durchzuarbeiten oder Reformen zu delegieren. Dieser Umstand begünstigte die Etablierung von fähigen Günstlingen des Herzogs im Geheimen Rat, dem höchsten gesetzgebenden Organ. Eine besonders wichtige Stütze wurde der Hofmeister Johann Friedrich von Staffhorst. Anfangs bemühte sich noch Magdalena Sibylla von Hessen-Darmstadt, Einfluss auf den Geheimen Rat auszuüben, doch Eberhard Ludwig drängte sie letztlich an den politischen Rand. Nur seine Repräsentationspflichten füllte Eberhard Ludwig zuverlässig aus. Die großzügige Förderung von Musik und Theater diente dazu, seine politische Zugehörigkeit zum zivilisierten Kreis des Hochadels zu demonstrieren. Da einerseits der Herzog die Verwaltung seines Landes dem Geheimen Rat nahezu vollständig überließ und andererseits die höfische Kultur derart gefördert wurde, nannte der französische Gesandte als erste Charaktereigenschaft Eberhard Ludwigs die Oberflächlichkeit.

#### Heirat (1697)

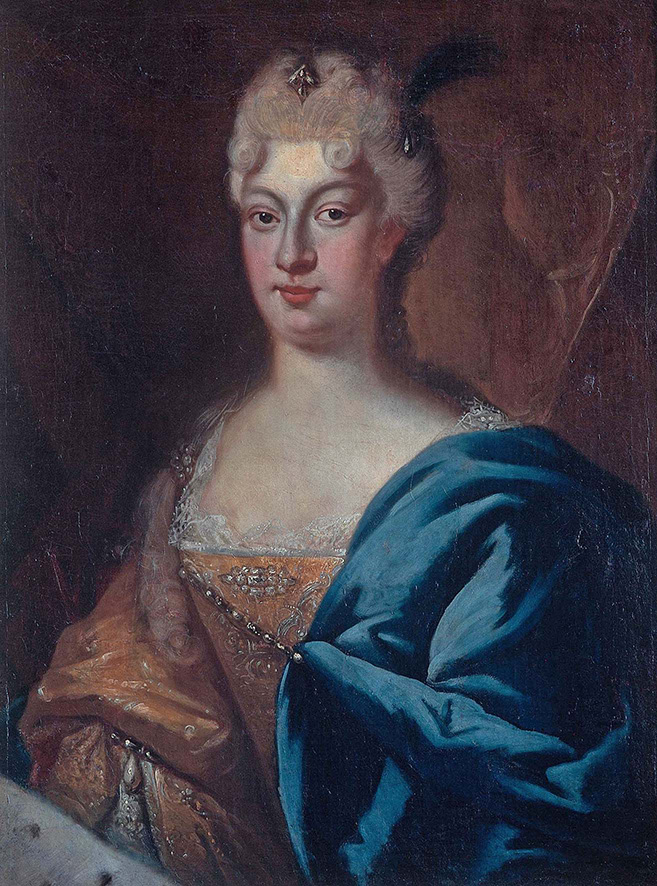
Die Ehefrau: Johanna Elisabeth von Baden-Durlach, Jahr und Künstler unbekannt

Die Verheiratung des bereits 21-jährigen Eberhard Ludwig wurde von der Herzoginmutter Magdalena Sibylla von Hessen-Darmstadt geplant. Normalerweise wurden Fürsten schon im Alter von 16 oder 17 Jahren vermählt. Die Eheschließung Eberhard Ludwigs geschah aus Sicht der Zeitgenossen also ungewöhnlich spät, war aus politischen Gründen aber unvermeidlich. Magdalena Sibylla entschied sich für die 16-jährige Johanna Elisabeth von Baden-Durlach, die Schwester des späteren Landesherrn Karl III. Wilhelm von Baden-Durlach: Geographisch grenzte das Herzogtum Württemberg an die Markgrafschaft Baden-Durlach. Eine Eheverbindung konnte somit die territoriale Stellung des württembergischen Herzogs im Süden des Heiligen Römischen Reiches stärken. Sowohl das Haus Württemberg als auch das Haus Baden-Durlach gehörten zu den ältesten Dynastien in Europa, wodurch das hohe Ansehen beider Familien gewahrt wurde. Beide Dynastien waren zudem durch eine über mehrere Jahrhunderte zurückreichende Heiratspolitik eng miteinander verbunden. Die Heirat sollte also auch das traditionelle Bündnis zwischen Baden-Durlach und Württemberg aufrechterhalten, vor allem aber einen weiteren Thronfolger ermöglichen, der den Fortbestand Württembergs garantierte. Im April 1697 wurde die Verlobung in Basel, dem kriegsbedingten Exil der Markgrafen von Baden-Durlach, gefeiert. Während der Feierlichkeiten wurde vom Rat der Stadt Basel ein Mahl zu Ehren Eberhard Ludwigs organisiert, dem Brautpaar wurden von den Honoratioren Glückwünsche und Geschenke überreicht. Die Trauung selbst fand am 6. Mai 1697 um 20:00 Uhr im kleinen Kreis statt. Lediglich die Eltern und Geschwister, vier Oberhäupter der Stadt Basel, ein Adeliger aus der französischen Auvergne und einige wenige Kavaliere waren anwesend. Nach dem Festessen tanzte die Gesellschaft das höfische Menuett, wozu vier Diskantgeigen aufspielten. Den Einzug seiner Braut in Stuttgart hatte Eberhard Ludwig schon Wochen vorher genaustens organisiert. Zu ihrem Empfang stellte er eine Leibgarde zu Pferd auf, die im Schlosspark positioniert war. Nach dem Einzug im Hauptstätter Tor hatten 40 bis 50 Mann die Herzogin zu begrüßen. Da die Gemahlin von der langen Kutschfahrt zu erschöpft war, sollten Landstände und Stadtdelegierte erst am nächsten Tag ihre Aufwartung machen dürfen. Von allen Kanzeln im Herzogtum sollte die Ankunft von Johanna Elisabeth angekündigt werden. Am 15. Mai 1697 zog sie prachtvoll mit 44 Pferden in Stuttgart ein. Allerdings verschlechterte sich die Beziehung zwischen Eberhard Ludwig und Johanna Elisabeth von Baden-Durlach immer mehr.

#### Frieden von Rijswijk (1697)

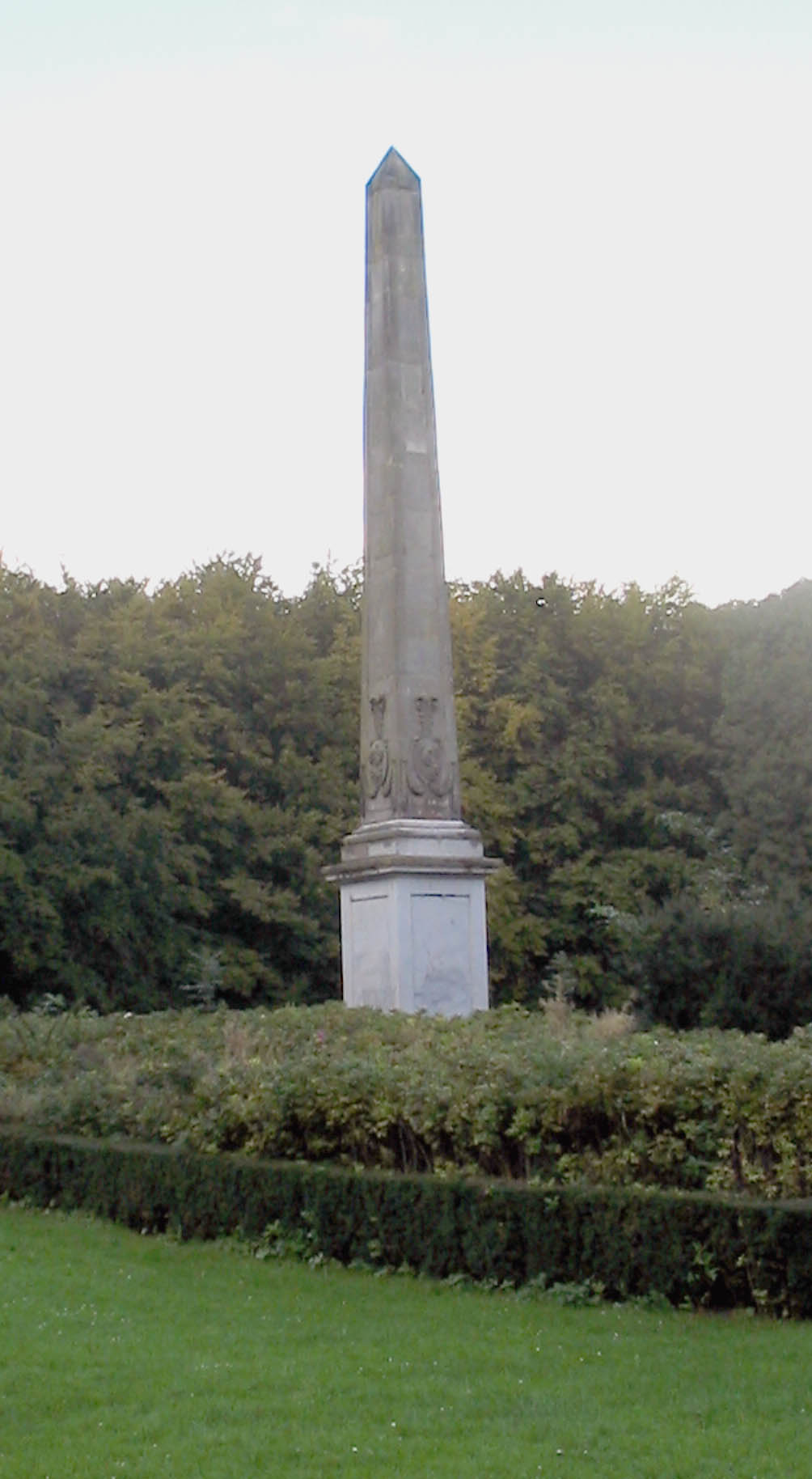
Obelisk zur Erinnerung an den Abschluss des Friedens von Rijswijk

Der Pfälzische Erbfolgekrieg setzte sich noch bis Oktober 1697 fort. Württemberg selbst war dabei seit 1695 durch die Eppinger Linien geschützt. Dem Elend des Krieges setzte erst der Frieden von Rijswijk vom 30. Oktober 1697 ein Ende. Eberhard Ludwig schickte die Geheime Räte Johann Georg von Kulpis und Anton Günther von Heespen zu den Verhandlungen. Im Namen des württembergischen Herzogs, der nicht persönlich an den Verhandlungen teilnahm, sollten sie die Rückgabe der Stadt Straßburg an das Heilige Römische Reich und eine französische Entschädigungszahlung von 8 Millionen Gulden fordern. Der Kaiser und die katholischen Reichsstände lehnten dies jedoch aus Rücksicht auf den schnellstmöglichen Friedensabschluss ab. Immerhin erhielt Eberhard Ludwig die Grafschaft Mömpelgard zurück, eine württembergische Exklave, die komplett vom französischen Staatsgebiet umschlossen war.

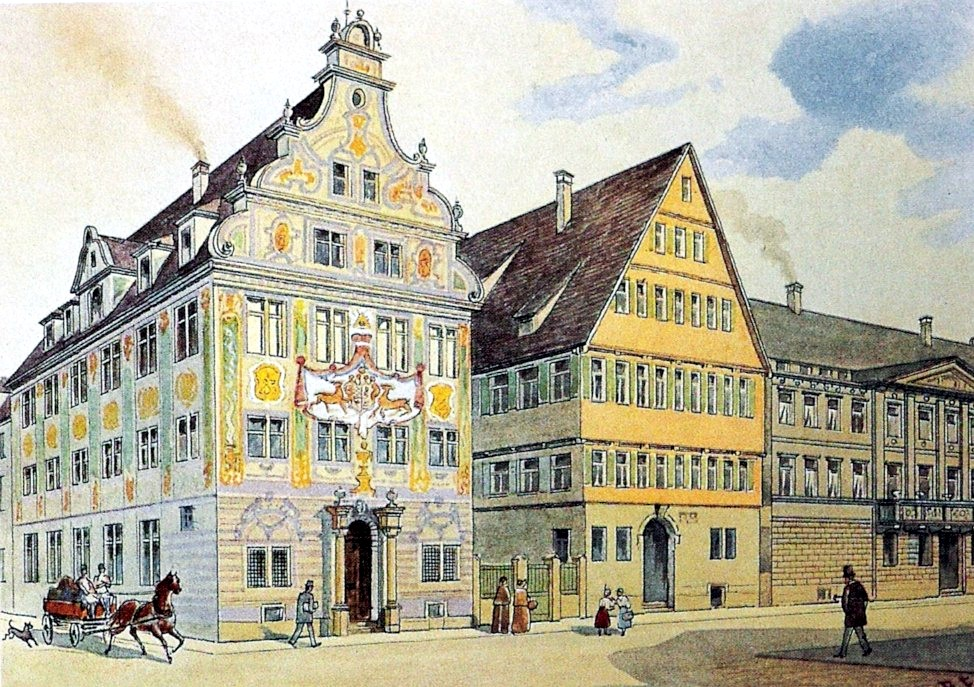
Landtagsgebäude der Württembergischen Landstände in Stuttgart, vor 1900 angefertigt von August Federer

#### Erster Landtag und Konflikt mit den Landständen (1698–1699)
In der zweiten Hälfte der 1690er Jahre wurde sich Eberhard Ludwig seiner Verantwortung als Herzog bewusster. Vor allem im Hinblick auf den Pfälzischen Erbfolgekrieg wollte er eine effizientere Verteidigung des Landes sicherstellen. Seit der französischen Eroberung von Straßburg und dem Elsass fehlte Württemberg eine bedeutende Pufferzone. Ein gut ausgebildetes stehendes Heer war für den Herzog daher unerlässlich, jedoch drängten ihn die württembergischen Landstände, in Friedenszeiten auf Zusatzabgaben zu verzichten. Zur Zeit des Pfälzischen Erbfolgekrieges hatte bereits der Obervormund Friedrich Karl für die Finanzierung eines stehenden Heeres die Abgabe des 30. Teils von Getreide- und Weinerträgen verlangt. Nun jedoch herrschte Frieden und die Landstände forderten nicht nur die Auflösung der Abgabe, sondern auch des ganzen Heeres. Sie drohten dem Herzog damit, nicht länger für die Kosten des württembergischen Heeres aufkommen zu wollen. Damit bestand die Notwendigkeit eines Landtages, also einer gemeinsamen Sitzung von Herzog und Landständen. 

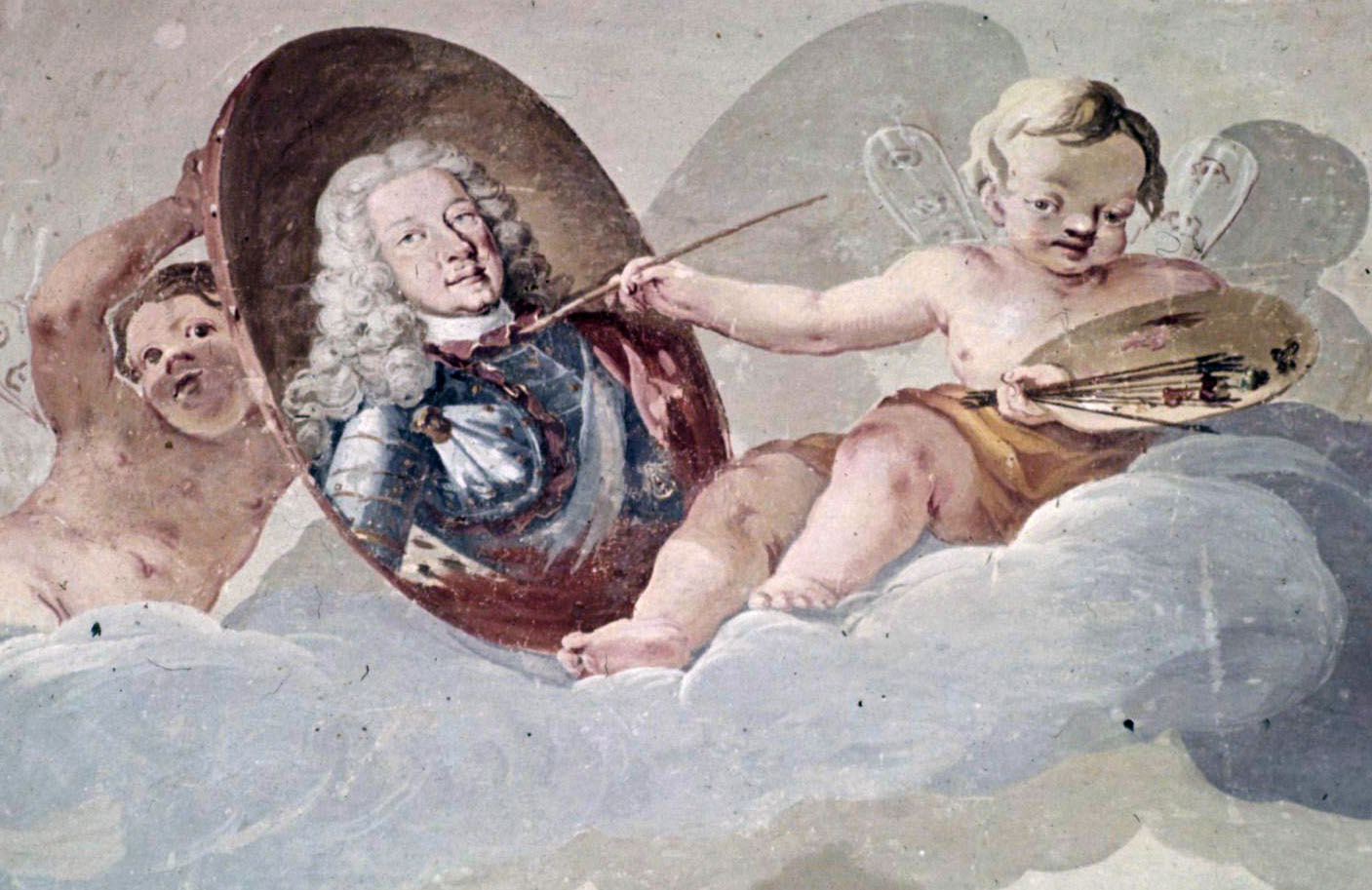
Ein Putto malt das Porträt des Herzogs Eberhard Ludwig, Wandbild von Luca Antonio Colomba im Schloss Ludwigsburg, 1711

 Am 29. September 1698 berief Eberhard Ludwig den Landtag ein. Bei dieser Gelegenheit wollte der Herzog den Landständen vor Augen führen, dass er sie nicht als gleichberechtigte politische Partner anerkannte. Zu diesem Zweck nutzte er eine für ihn typische höfische Prachtentfaltung. Im Hof des Alten Schlosses, der Stuttgarter Hauptresidenz, empfingen Spalier stehende, in edle Uniformen gekleidete Leibgardisten die Vertreter der Landstände. Der Herzog erwartete sie von einem erhöhten, mit kostbaren Teppichen bedeckten Podium aus. Sein Sessel war mit rotem Samt überzogen. Auch bei der gemeinsamen Tafel drückte Eberhard Ludwig symbolisch aus, dass er einen höheren Rang beanspruchte als die Landstände. Der Herzog speiste – was so zuvor noch nie da gewesen war – an einem eigenen Tisch ausschließlich mit seinen Familienangehörigen. Kurz darauf gab er, nicht die Landstände, das Zeichen zur plötzlichen Auflösung der Tafel. Am 13. Oktober 1698 lehnten die Landstände die Forderung des Herzogs zur Beibehaltung des stehenden Heeres mit dem Verweis auf die noch immer nicht abgezahlten Kriegsschulden ab. Johann Heinrich Sturm, der leitende Konsulent der Landstände, kritisierte zudem, dass der Geheime Rat nur noch den Befehlen des Herzogs unterworfen sei. Tatsächlich hatte Eberhard Ludwig als erster württembergischer Herzog Positionen des Geheimen Rates ausschließlich mit ihm genehmen Günstlingen besetzt und damit den Landständen eine wichtige Einflussmöglichkeit entzogen. Da Eberhard Ludwig keine Einigung erreichen konnte, löste er den Landtag am 31. Januar 1699 auf. Es sollte der einzige Landtag seiner Regierungszeit bleiben. Eberhard Ludwig erhob nun ohne Zustimmung der Landstände eine Militärsteuer. Als sich einige Vertreter der Landstände daraufhin an den Kaiser wandten, um eine Rücknahme der Militärsteuer durchzusetzen, gelang es Eberhard Ludwig durch die Drohung, Verhaftungen durchzuführen, die Landstände einzuschüchtern. Zugleich erließ er in seiner Funktion als Summus episcopus (Kirchenoberhaupt) Württembergs ein Gesetz, nach dem württembergische Geistliche bei ihrer Ernennung einen Eid abzulegen hatten, nicht an Autoritäten außerhalb des Herzogtums zu appellieren. Auf diese Weise konnte Eberhard Ludwig Beschwerden der Landstände beim Kaiser vorzeitig blockieren. Auch das stehende Heer wurde nicht aufgelöst.

#### Aufnahme von Waldensern und Hugenotten (ab 1699)

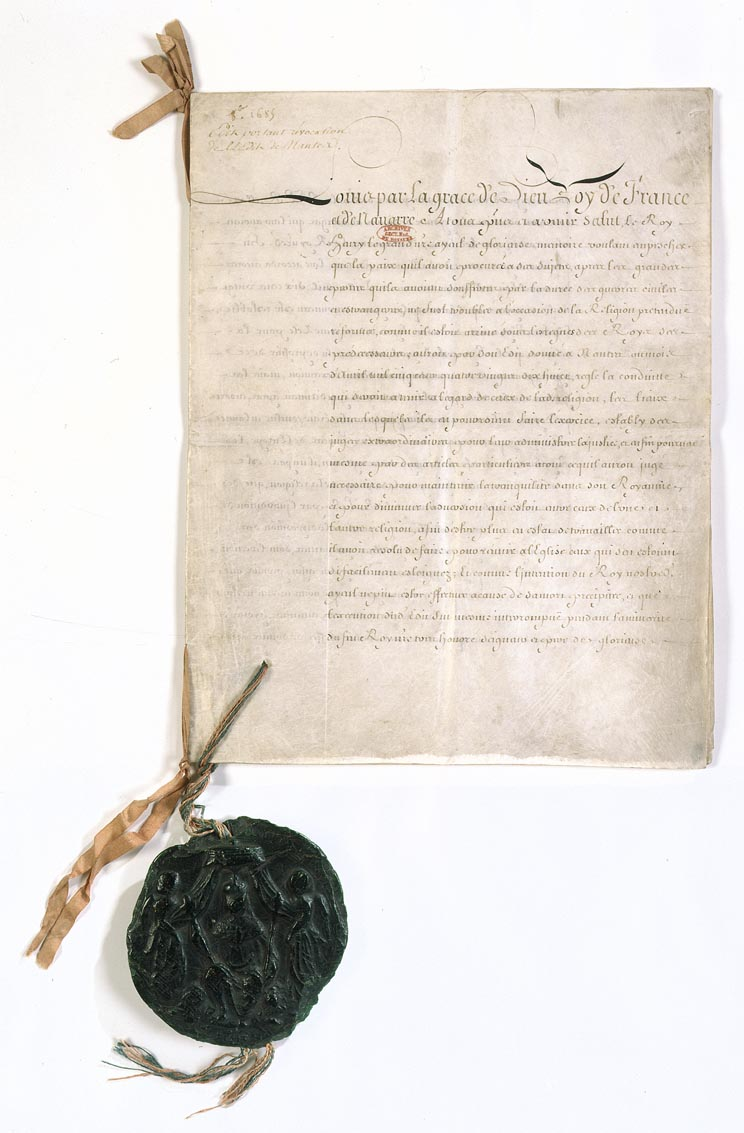
Das Edikt von Fontainebleau

Zu den größten Leistungen der Politik Eberhard Ludwigs zählte die Aufnahme von reformierten bzw. calvinistischen Glaubensflüchtlingen aus dem Königreich Frankreich und dem Herzogtum Savoyen. Als katholischer Monarch strebte Ludwig XIV. von Frankreich neben der politischen Einheit auch die religiöse Einheit des Staates an. Einer allmählichen Entrechtung der französischen Protestanten, der sogenannten Hugenotten, folgte ab 1679 offene Verfolgung. Dragoner des französischen Königs besetzten die Häuser der Hugenotten, um sie zwangsweise zum Katholizismus zu bekehren. Am 18. Oktober 1685 verkündete Ludwig XIV. das Edikt von Fontainebleau. In zwölf kurzen Paragraphen erklärte das Edikt die Zerstörung protestantischer Kirchen, das Verbot privater Gottesdienste sowie die Galeerenstrafe für Männer und Festungshaft für Frauen, die sich weigerten, ihre Konfession zu wechseln. Mit dem Verlust ihrer Bürgerrechte konfrontiert, versuchten viele Hugenotten zu fliehen. Unter dem Druck Ludwigs XIV. verbot 1686 auch der Herzog von Savoyen, Viktor Amadeus II., das reformierte Bekenntnis in den Waldensertälern im Piemont. Die sogenannten Waldenser wurden 1687 aus dem Herzogtum ausgewiesen, wenn sie nicht zum Katholizismus übertraten.
Die Aufnahme der Hugenotten und Waldenser in Württemberg war lange durch die streng evangelisch-lutherische Haltung der Landstände, der Kirche, des Geheimen Rates und des Obervormunds Friedrich Karl behindert worden. Innerlich tolerierte zwar auch Eberhard Ludwig den Calvinismus der Glaubensflüchtlinge nicht, um jedoch den raschen Wiederaufbau seines durch den Dreißigjährigen Krieg und Pfälzischen Erbfolgekrieg zerstörten Landes zu gewährleisten, erwog er aus Staatsräson eine Duldung. Eine solche Peuplierungspolitik bzw. fürstlich gelenkte Ansiedlungspolitik war im 17. Jahrhundert durchaus typisch. Um Waldenser und Hugenotten in sein Herzogtum anzuwerben, griff Eberhard Ludwig zum Mittel der Privilegien. In einem Privileg vom 4. September 1699 versprach er Religionsfreiheit und erlaubte die öffentliche Anwendung der französischen Sprache und die Gründung eigenständiger, von den Glaubensflüchtlingen selbst verwalteten Gemeinwesen. Schultheiße und Gemeinderäte durften von den Waldensern selbst gewählt werden. Sie mussten sich nach dem Befehl des Herzogs vorerst nicht in Zünften organisieren, was einer zeitlich begrenzten Gewerbefreiheit gleichkam. 2000 Glaubensflüchtlinge wurden auf diese Weise im Jahr 1699 aufgenommen. Die Flüchtlinge führten die Kartoffel in Württemberg ein. Sie brachten neue Berufe wie Uhrmacher, Seidenweber, Perückenmacher, Hutmacher und Parfümeriehändler mit. Vor allem beim Stuttgarter und später Ludwigsburger Hof fanden diese Luxuswaren reiche Abnehmer. Zur weiteren Förderung erließ Eberhard Ludwig 1720 ein Edikt, das eine Waldenser-Deputation vorsah. Über diese Organisation konnten die Waldenser bis 1823 ihre religiösen und kulturellen Angelegenheiten selbst regeln.
Obwohl sich außerhalb von Stuttgart und Ludwigsburg, d. h. ohne direkte Unterstützung durch den herzoglichen Hof, wegen der begrenzten technischen und finanziellen Rahmenbedingungen kein nennenswerter Aufschwung der Wirtschaft entwickelte, war die Aufnahme der Hugenotten und Waldenser langfristig ein bedeutender Gewinn für das Herzogtum. Im Bereich der Textilverarbeitung bauten die Hugenotten erstmals Wirkmaschinen, die Waldenser betrieben Strumpfwirkerwerkstätten. Die Seidenproduktion scheiterte am Klima. Mit vom Waldenser Josef Clapier erworbenen Zuchtschafen gelang später die Produktion von Feinwolle, auch „Goldener Vlies“ genannt.

#### Einführung des Gregorianischen Kalenders (1700)
Von 1582 bis 1699 waren im Heiligen Römischen Reich zwei Zeitzählungen nebeneinander üblich, der Julianische und der Gregorianische Kalender. Da die Reform des fehlerhaften Julianischen Kalenders von Papst Gregor XIII. ausgegangen war, hatte das lutherische Herzogtum Württemberg am Julianischen Kalender festgehalten, während im katholischen Vorderösterreich, das im Süden an Württemberg grenzte, bereits 1582 der Gregorianische Kalender eingeführt wurde. Daraus resultierte um das Jahr 1700 eine Differenz von zehn Kalendertagen zwischen den beiden Territorien. Um die zeitliche Verwirrung zu beenden, erließ Eberhard Ludwig am 14. November 1699 ein General-Reskript, nach dem die Zeitzählung dem aktuellen Stand der Naturwissenschaften anzupassen sei. Im Jahr 1700 erkannte er den Beschluss des Immerwährenden Reichstags in Regensburg an und führte offiziell den Gregorianischen Kalender in Württemberg ein. Auf den 18. Februar folgte sogleich der 1. März 1700. Im ganzen Heiligen Römischen Reich galt nun ein einheitlicher Kalender.

### Zeit des Spanischen Erbfolgekrieges (1701–1714)

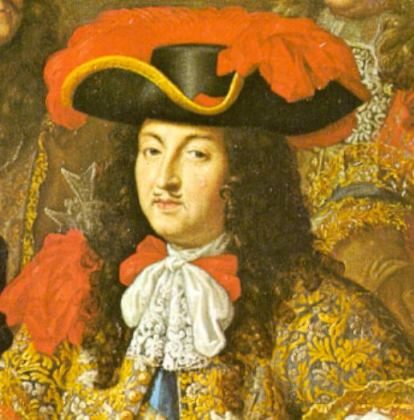
Ludwig XIV. von Frankreich, Porträt von 1667, Charles Le Brun
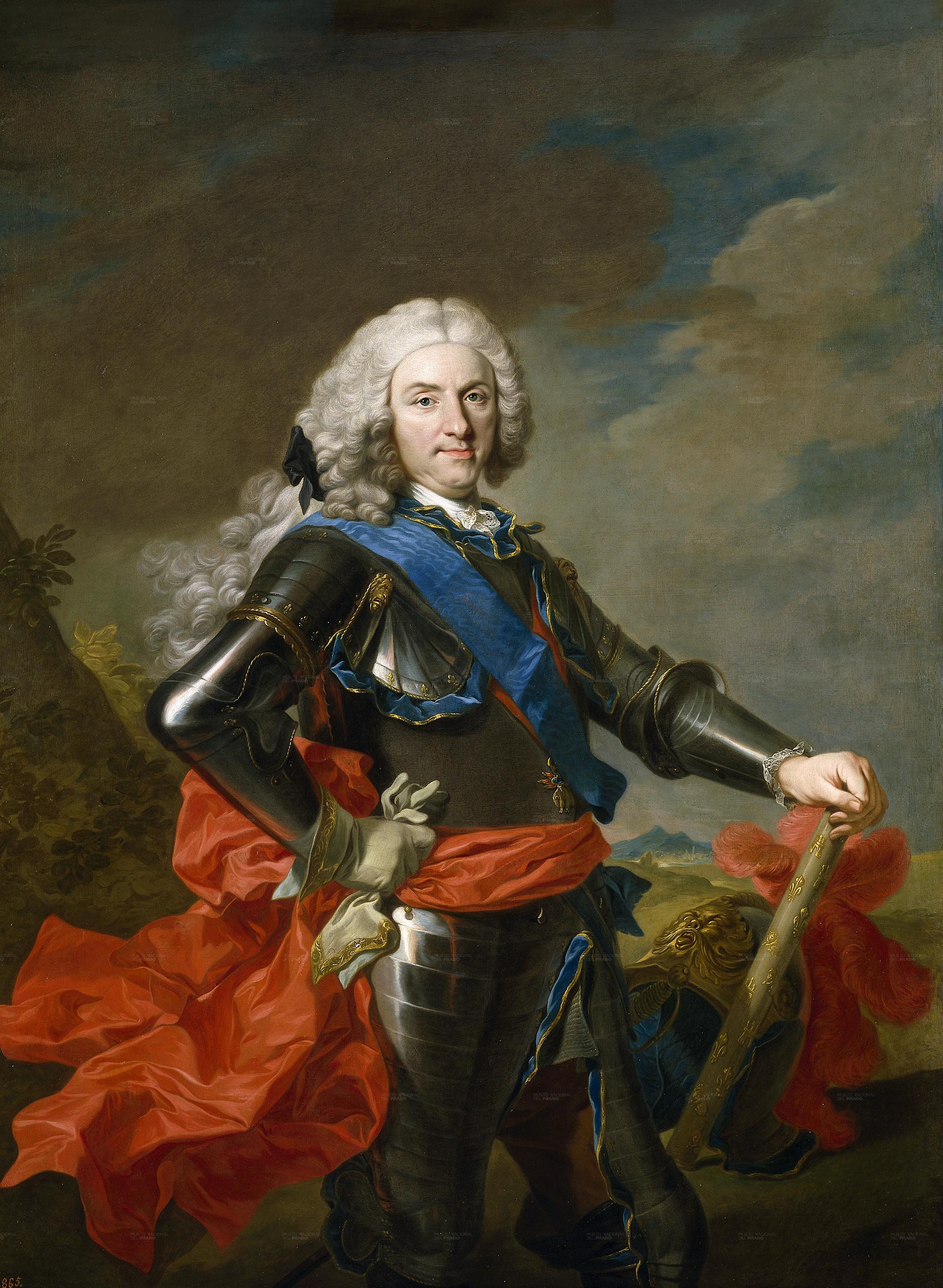
König Philipp von Spanien, Porträt von 1739, Louis-Michel van Loo
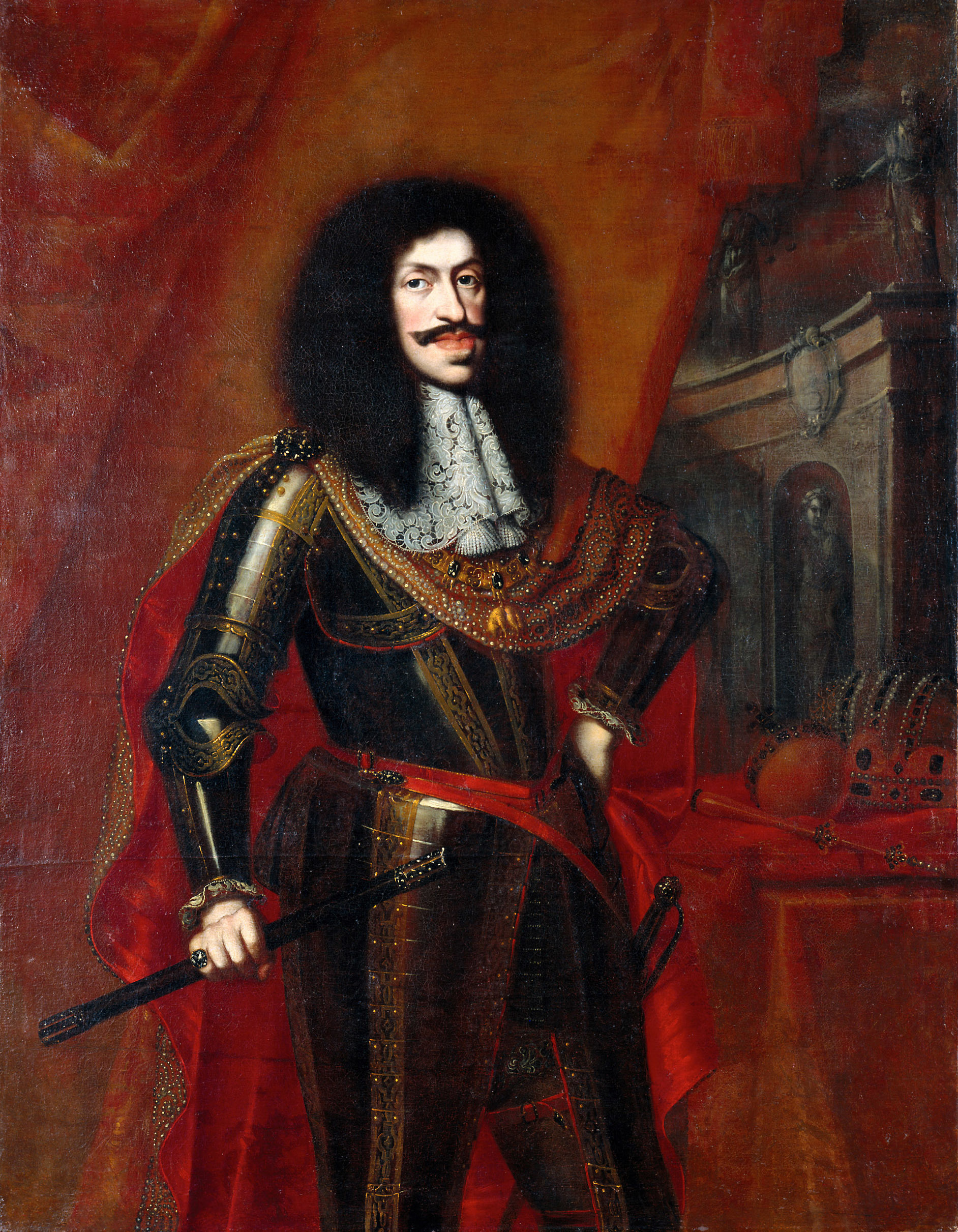
Kaiser Leopold I., Porträt von Benjamin von Block (1672)
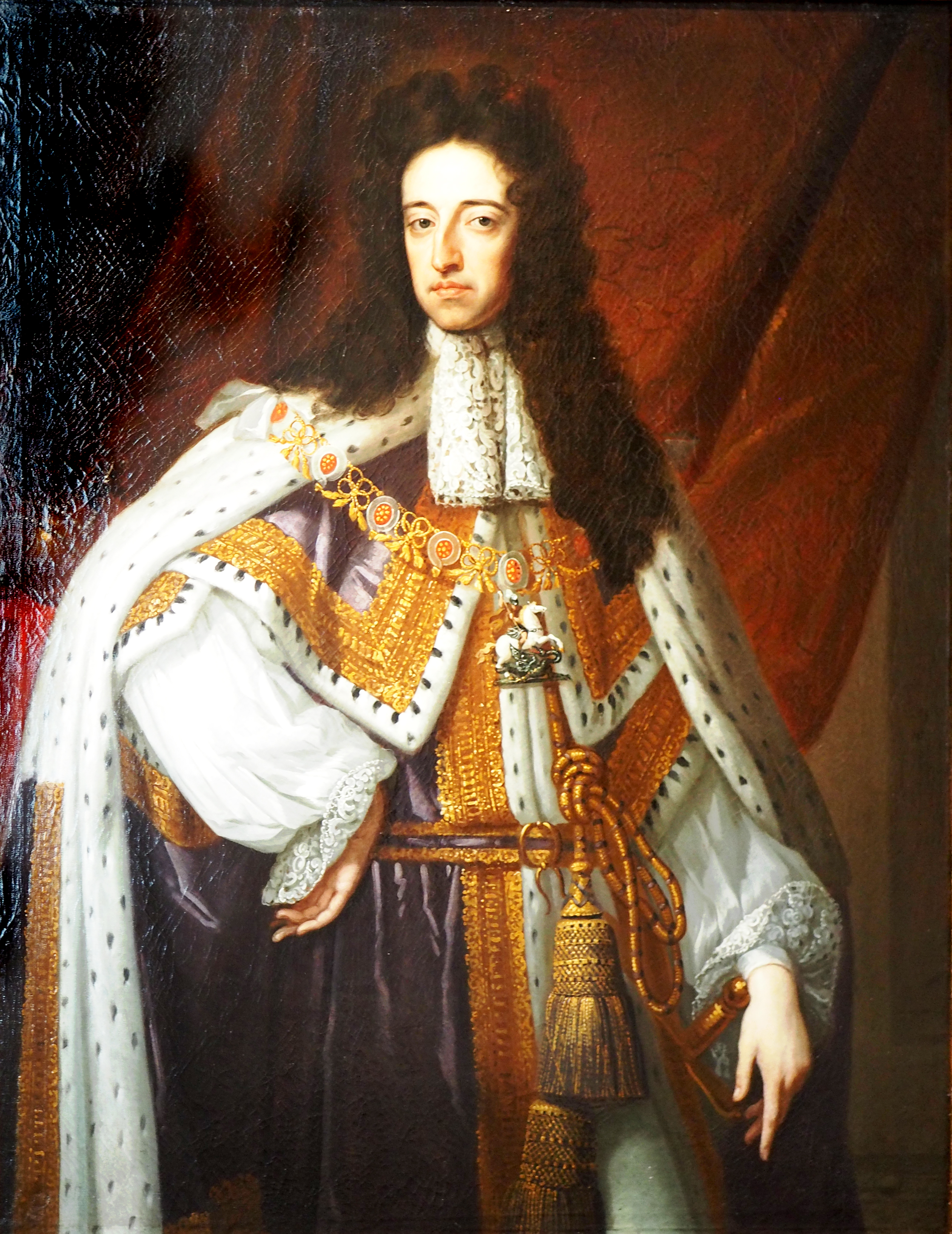
Wilhelm III. von Oranien als Statthalter der Niederlande und König von England, Schottland und Irland (um 1690), von Godfrey Kneller

In seiner militärischen Laufbahn wurde Eberhard Ludwig zur Jahrhundertwende in einen Konflikt der europäischen Großmächte hineingezogen, den sogenannten Spanischen Erbfolgekrieg (1701–1714). Am 1. November 1700 starb der aus der Habsburger-Dynastie stammende spanische König Karl II. Er hatte in seinem Testament Philipp V. von Anjou, den Enkel seines Schwagers Ludwig XIV. von Frankreich, als Nachfolger festgelegt. Dynastisch sahen sich jedoch die österreichischen Habsburger unter Kaiser Leopold I. als einzig rechtmäßige Nachfolger auf dem spanischen Thron an. Nachdem Ludwig XIV. Philipp V. als spanischen König eingesetzt und die spanische Besitzung Mailand in Besitz genommen hatte, schickte Leopold I. eine Armee nach Oberitalien, mit der er den Spanischen Erbfolgekrieg begann. In der Haager Großen Allianz vom 7. September 1701 sicherte sich Österreich mit der Unterstützung Wilhelms III. von Oranien die militärische Unterstützung der Niederlande und Englands.
Eberhard Ludwig wollte zunächst, wie auch der Fränkische und der Schwäbische Reichskreis, in dieser Auseinandersetzung der Großmächte neutral bleiben, sie hatten mit dem Kaiser im Frieden von Rijswijk zu schlechte Erfahrungen gemacht. Eberhard Ludwig war noch immer darüber verärgert, dass man im Friedensvertrag nicht auf seine wesentlichen Forderungen eingegangen war. Als er allerdings von Verhandlungen des bayerischen Kurfürsten Maximilian II. Emanuel mit Ludwig XIV. hörte, fürchtete er einen erneuten französischen Durchmarsch durch sein Herzogtum. Um den Herzog fest an sich zu binden, ernannte ihn Kaiser Leopold I. im Mai 1702 zum kaiserlichen Generalfeldmarschallleutnant. Zu diesem Zeitpunkt hatte Eberhard Ludwig jedoch noch keine wichtige militärische Rolle gespielt. Um trotzdem militärisches Ansehen zu gewinnen, übertrug Eberhard Ludwig im Juni 1702 die Regierungsgeschäfte in Stuttgart dem Geheimen Rat, um sich ganz dem Feldzug zuwenden zu können. Wenige Tage nach der erfolgreichen Eroberung der Festung Landau durch Markgraf Ludwig Wilhelm von Baden-Baden veränderte sich die Kriegssituation Württembergs: Da der bayerische Kurfürst Maximilian II. Emanuel am 10. September 1702, wie befürchtet, ein Bündnis mit Ludwig XIV. einging, geriet Württemberg zwischen Bayern und Frankreich in eine strategisch schwierige Position. Sollten die französischen Truppen Bayern erreichen, hätten sie es als Aufmarschraum Richtung Wien nutzen können. Zu diesem Zeitpunkt konnte es kriegsentscheidend sein, eine Vereinigung der bayerischen und französischen Armeen zu verhindern. Zum Schutz seines Landes vermehrte Eberhard Ludwig seine Streitkräfte um eine eintausend Mann starke Landmiliz, die sich aus Freiwilligen zusammensetzte. Um im Hinblick auf die ständige Bedrohung Württembergs ein noch größeres Heer unterhalten zu können, schloss er mit den Generalstaaten der Vereinigten Provinzen der Niederlande einen Subsidienvertrag. Die Generalstaaten übernahmen für 4000 Mann, ein Grenadierregiment, zwei Infanterieregimenter sowie ein Dragonerregiment die 15.000 Taler Kosten. Dies erleichterte zeitweise die prekäre finanzielle Situation des Herzogs. Die Wende im Krieg wurde am 13. Juni 1704 in Großheppach eingeläutet. Dort trafen sich die drei wichtigsten Heerführer (der Herzog von Marlborough, Prinz Eugen von Savoyen und Markgraf Ludwig Wilhelm), um ihr weiteres Vorgehen zu besprechen. Auch Eberhard Ludwig war anwesend, wurde aber nicht zu den Beratungen hinzugezogen. In der Zweiten Schlacht bei Höchstädt führte Eberhard Ludwig am 13. August 1704 einen Teil der Kavallerie am rechten Flügel an. Er trug dort mit zum entscheidenden Sieg über die bayerischen und französischen Truppen bei. Der bayerische Kurfürst musste nach Frankreich fliehen und die Bedrohung Württembergs war abgewendet. Auch am Oberrhein nahm Eberhard Ludwig an mehreren Kämpfen persönlich teil. Nach dem Tod von Markgraf Ludwig Wilhelm von Baden-Baden ernannte der Kaiser den Herzog am 4. Juni 1707 zum Generalfeldmarschall des Schwäbischen Reichskreises. An den großen Schlachten der nächsten Jahre in Oberitalien und in den Niederlanden nahm Eberhard Ludwig nicht teil. Ihm war die undankbare Aufgabe zugefallen, die Wacht an der Südwestgrenze des Reiches zu halten, was bei der Schwäche der zur Verfügung stehenden Verbände nicht immer gelang. In den folgenden Jahren absolvierte Eberhard Ludwig eine glänzende Militärkarriere, die bis zur Ernennung zum Oberbefehlshaber über die Rheinarmee führte.

#### Änderung des Wappenschildes (1705)

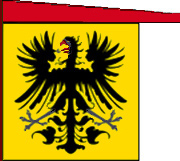
Reichssturmfahne (schwarzer Reichsadler in goldenem Feld)
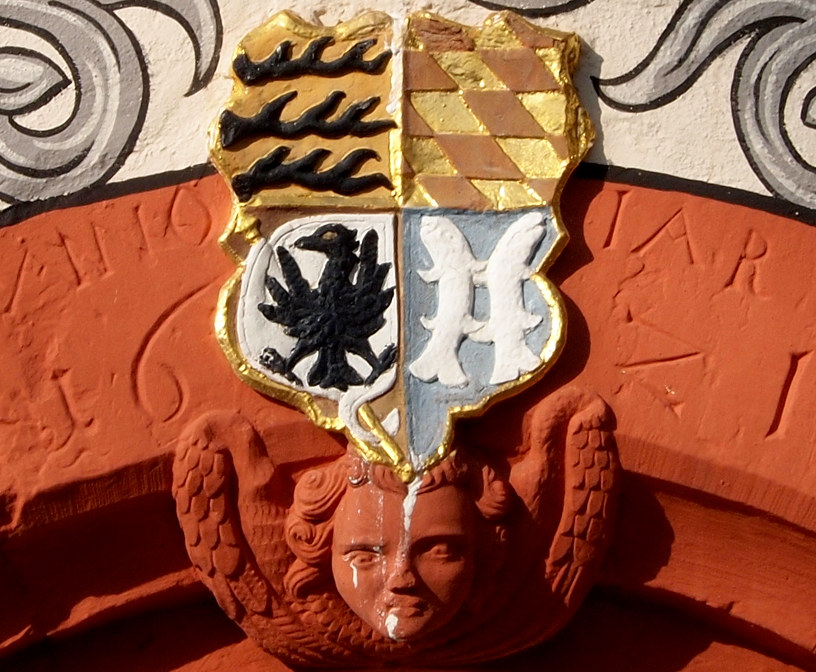
Wappen 1 von 1621 (schwarzer Reichsadler auf weißem Grund steht für die Reichssturmfahne)
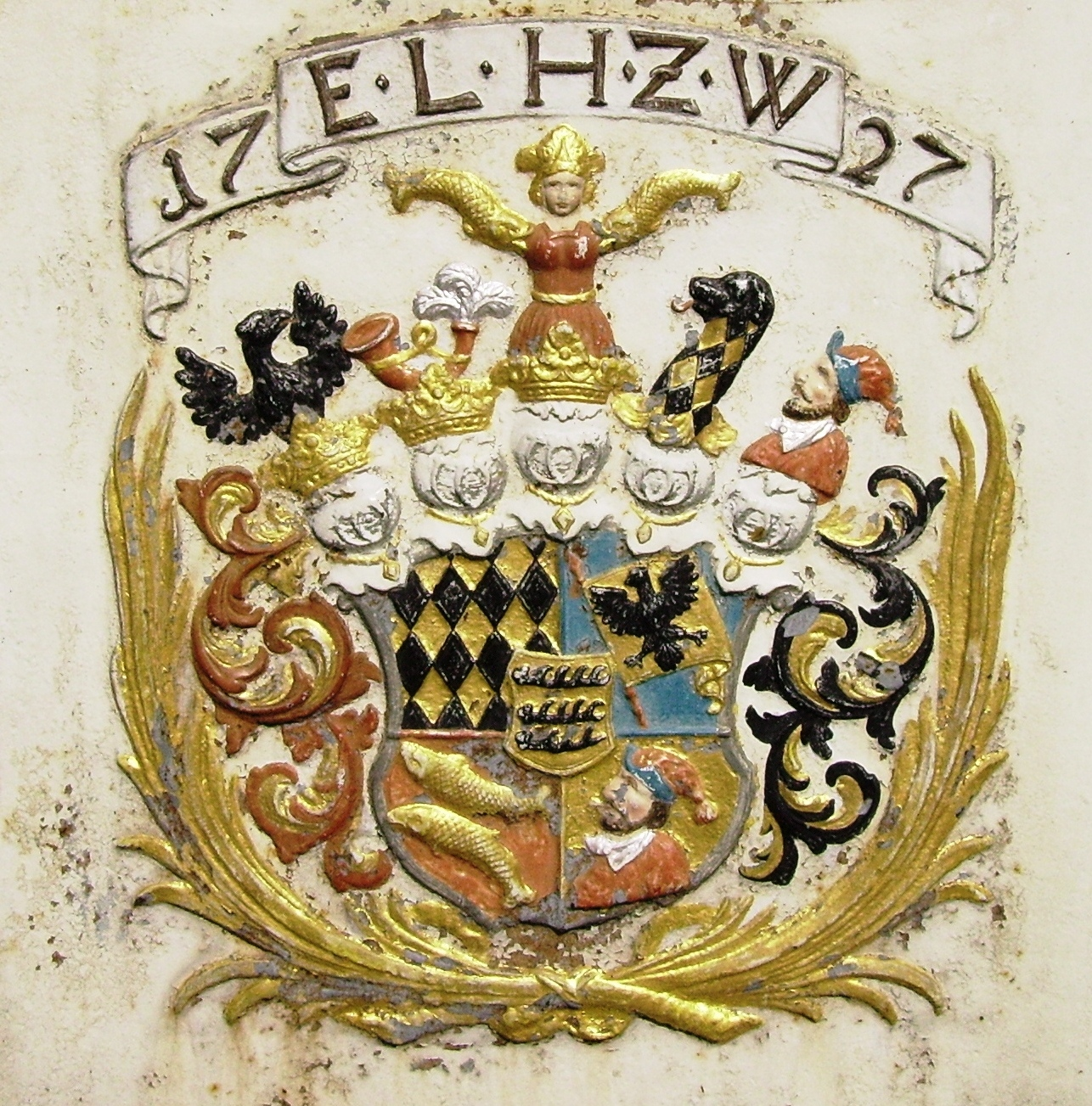
Wappen 2 von 1727

Um seine Ansprüche auf eine Rangerhöhung zum Kurfürsten zu unterstreichen, ließ Eberhard Ludwig im Jahr 1705 Änderungen am württembergischen Wappen vornehmen. Anlass hierfür war der Streit mit dem Kurfürstentum Hannover um die Führung der Reichssturmfahne. Dieses hohe militärische Abzeichen des Heiligen Römischen Reiches wurde ursprünglich im Krieg von einem berittenen Ritter getragen, zu vorletzt von den Grafen von Markgröningen. 1336 wurde die Grafschaft Markgröningen zum Lehen der Grafen von Württemberg, die Reichssturmfahne ging damit in ihren Besitz über. Auf dem Reichstag zu Worms von 1495 wurde dieses Amt den Herzögen von Württemberg dauerhaft bestätigt. Die Herzöge von Württemberg führten die Reichssturmfahne bis 1705 relativ undeutlich in ihrem Wappen (siehe Abbildung Wappen 1; schwarzer Reichsadler auf weißem Hintergrund). Erst seit die 1692 neu geschaffene Kurwürde Hannovers traditionell an die Übernahme eines Erzamtes gebunden war, ein rein symbolisches Hofamt beim Kaiser, forderte Ernst August von Hannover für sich die Reichssturmfahne ein. Eberhard Ludwig gelang es jedoch, diese Würde gegen Hannover zu behaupten. Damit niemand mehr seinen Titelanspruch in Frage stellte, der ihn in unmittelbare Nähe zur Kurwürde rückte, wurde das württembergische Wappen erneuert (siehe Abbildung Wappen 2). Die vier großen Felder des Wappens, die jeweils ein Territorium des Herzogtum Württemberg repräsentierten, rückten auf, wobei die inhaltlichen Motive nicht geändert wurden. Die einzige Ausnahme stellte der rot gekleidete „Heidenkopf“ (unten rechts) dar, der für die Stadt Heidenheim an der Brenz stand, die seit 1448 zu Württemberg gehörte. Im vorherigen Wappen tauchte die Heraldik der Stadt noch nicht auf. Die Barben (unten links) standen für die Grafschaft Mömpelgard, die bis 1723 von einer dynastischen Nebenlinie des Herzogs regiert wurde. Der Adler (oben rechts) diente als Symbol für die Reichssturmfahne bzw. Herrschaft über die Grafschaft Markgröningen. Das gelb-schwarze Rautenmuster (oben links) stand für das Herzogtum Teck, das 1495 an Württemberg gefallen war. Zwischen den vier großen Feldern war das Stammwappen der Dynastie angeordnet, das die verschiedenen Territorien des Herzogtums symbolisch zusammenhielt.

#### Beginn der Beziehung mit Wilhelmine von Grävenitz (1706)

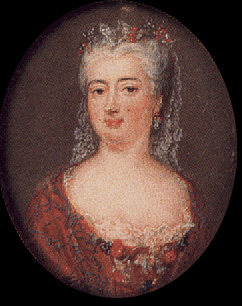
Angebliches Porträt der Wilhelmine von Grävenitz, Ölminiatur um 1721 von Elisabeth Quitter, das einzige Portrait der Mätresse, das nach ihrem Sturz nicht zerstört wurde

In seiner aus Staatsräson geschlossenen Ehe mit Johanna Elisabeth von Baden-Durlach fand Eberhard Ludwig nicht das erhoffte Liebesglück, auf das er pochte. Johanna Elisabeth entsprach nicht dem Schönheitsideal der Zeit, war häufig krank und hielt an einer strengen christlichen Lebensauffassung fest. Kaum nachdem mit Friedrich Ludwig im Jahr 1698 der Thronfolger gezeugt war, vernachlässigte er seine selbstbewusste Ehefrau zu Gunsten wechselnder Liebschaften. Diese Beziehungen zu seinen Mätressen dauerten in der Regel nicht lange an. Erst Wilhelmine von Grävenitz gelang es mit kurzer Unterbrechung, den Herzog für 25 Jahre an sich zu binden. Die 20-jährige Grävenitz entstammte einer altmärkischen Adelsfamilie. Ihr Großvater und zunächst auch ihr Vater hatten im Dienste der mecklenburgischen Herzöge in Schwerin hohe Hof- und Staatsämter bekleidet, ehe die Familie im Jahr 1706 in den württembergischen Dienst trat. Der nach dem Herzog mächtigste Mann Württembergs, Hofmarschall Johann Friedrich von Staffhorst, erkannte in der schönen und intellektuell hochbegabten Wilhelmine von Grävenitz sofort ein Werkzeug, mit dem er den Herzog von seinen Regierungsgeschäften ablenken konnte. Der durch die Mätresse beschäftigte Herzog hätte dann ihm, Staffhorst, freie Hand in der Politik gelassen. Um beim Herzog möglichst schnell Interesse an der Grävenitz zu wecken, befahl Staffhorst seiner Frau, die Grävenitz mit der erforderlichen Garderobe auszustatten und sie auf die Umgangsformen im Stuttgarter Alten Schloss vorzubereiten. Eberhard Ludwig war schnell von der hochgewachsenen Frau mit ihrem galanten Französisch, ihren Gesangskünsten und ihrem hohen Bildungsstand begeistert. Der Herzog zeigte sich darüber hinaus beeindruckt, wie diplomatisch geschickt Wilhelmine sich aus den Spannungen der miteinander konkurrierenden Höflinge heraushielt und Personengruppen an sich binden konnte. Vor allem aber arbeitete sie sich konsequent in Akten hinein, die die Verwaltungs- und Regierungsangelegenheiten Eberhard Ludwigs betrafen. Mit diesen Kenntnissen konnte sie dem Herzog als enge politische Beraterin dienen. Staffhorst musste wegen der ehrgeizigen Mätresse nun sogar um seine beherrschende Stellung am Hof fürchten. Statt einer kurzlebigen sexuellen Beziehung hatte er ungewollt eine echte Liebesbeziehung gestiftet, die nun maßgeblich bis 1731 die politischen Entscheidungen des Herzogs bestimmte.

#### Grävenitz-Staatsaffäre (1707–1710)
Um der Mätresse seine dauerhafte Anerkennung zu versichern, plante Eberhard Ludwig im Sommer 1707 eine zweifache Aufwertung seiner Geliebten; einmal durch Heirat und einmal durch eine Rangerhöhung zur Reichsgräfin. Die kirchliche Heirat ließ der Herzog zunächst geheim halten, weshalb auch das Datum der Trauung unbekannt ist. Den Pastor Johann Jakob Pfähler, der immerhin einer zweifelhaften Zweitehe bzw. Bigamie seinen Segen erteilte, ließ Eberhard Ludwig in ein besser bezahltes Kirchenamt aufsteigen. Eberhard Ludwig war sich bewusst, dass ein Bekanntwerden seiner Zweitehe bei der fest im lutherisch-evangelischen Glauben verankerten Bevölkerung auf Empörung stoßen würde. Noch schlimmer aber wäre der Protest der württembergischen Landstände und des Kaisers in Wien gewesen, die gemeinsam den Herzog zu Gunsten der dynastischen Nebenlinie zur Abdankung zwingen konnten. Die Ehe mit Wilhelmine von Grävenitz war in der Wahrnehmung der Zeit nicht die Privatangelegenheit des Herzogs, sondern konnte eine Staatskrise provozieren und das Ansehen der Dynastie nachhaltig schädigen. Wegen seiner Verdienste im Spanischen Erbfolgekrieg, der noch bis 1714 anhielt, konnte Eberhard Ludwig jedoch zunächst noch auf das Wohlwollen des Kaisers hoffen. Eberhard Ludwig hatte den Kaiser brieflich darum gebeten, die Grävenitz zur Reichsgräfin zu erheben, eine Würde, die er selbst nicht verleihen konnte. Am 13. November 1707 gab Eberhard Ludwig die Geheimhaltung seiner Heirat auf. Er wollte damit die volle Rechtmäßigkeit seiner Ehe hervorheben; schließlich hatten schon Landgraf Philipp I. von Hessen und Kurfürst Karl Ludwig von der Pfalz in Bigamie gelebt. Beide Fälle waren vom Kaiser toleriert worden. Außerdem hatten Staatsrechtler an der Universität Halle behauptet, dass sich die Stellung des Fürsten über dem Gesetz automatisch auf deren Mätressen übertrage (in Württemberg stand für die einfache Bevölkerung auf Bigamie die Todesstrafe). Aus der Sicht Eberhard Ludwigs war seine Zweitehe also rechtlich unantastbar. Zunächst traf Ende Dezember 1707 ein kaiserliches Diplom in Stuttgart ein, das den Rang der Grävenitz entsprechend dem herzoglichen Gesuch aufwertete. Da er glaubte, vom Kaiser auch in der Ehefrage Rückendeckung zu bekommen, ließ der Herzog seinen Hofmarschall Johann Friedrich von Staffhorst von all seinen Ämtern entlassen. Aufgrund des öffentlichen Protestes im ganzen Herzogtum hatte Staffhorst vom Herzog verlangt, die Ehe mit der Grävenitz zu revidieren.
Johanna Elisabeth von Baden-Durlach, die gedemütigte Ehefrau Eberhard Ludwigs, wendete sich sowohl an ihren Vater und regierenden Markgrafen Friedrich VII. Magnus von Baden-Durlach als auch an den Kaiser Joseph I. Dieser gewann in der Angelegenheit auch die Unterstützung des Landgrafen Karl von Hessen-Kassel und des Herzogs Anton Ulrich von Braunschweig-Wolfenbüttel. Dem Druck der Reichsfürsten und des Kaisers, die ihn dazu aufforderten, die Ehe mit der Grävenitz zu annullieren, war Eberhard Ludwig nicht gewachsen. Bei weiterem Widerstand hätte der Kaiser rechtlich die Reichsacht und Absetzung über ihn aussprechen können, was Eberhard Ludwig nicht riskieren wollte. Am 18. Juni 1708 wurde durch ein eigens dazu eingesetztes Ehegericht die Zweitehe für ungültig erklärt. Am 28. Dezember 1708 verließ Gräfin Grävenitz schließlich Württemberg, um in die Schweiz ins Exil zu reisen. Als sich im März 1710 Eberhard Ludwig und Johanna Elisabeth trafen, war der Ehekonflikt vorerst beigelegt.

#### Gründung des Kommerzienrates (1709)
Bei seiner Wirtschaftspolitik orientierte sich Eberhard Ludwig wie die meisten Fürsten des 17. Jahrhunderts am französischen Vorbild. Mit einer staatlich gelenkten Wirtschaftspolitik, dem sogenannten Merkantilismus, versuchten sie, die Leistungsfähigkeit ihrer Länder zu steigern. Zu den Maßnahmen gehörten etwa die Ausfuhr einheimischer Produkte und die Begrenzung der Einfuhr fremder Güter, z. B. durch Zölle. Nach zeitgenössischer Vorstellung wäre das Geld so im Wirtschaftskreis des Landes verblieben und hätte die Kaufkraft der Bevölkerung gesteigert. Mit dem Merkantilismus ging die Entwicklung sogenannter Manufakturen einher. Dabei wurden, anders als in den bis dahin überwiegend in Zünften organisierten Handwerken, verschiedene Berufsgruppen zusammengebracht, um bestimmte Fertigprodukte an einem Ort und in größeren Mengen herzustellen.
Für einen möglichst qualifizierten Eingriff des Staates in das Wirtschaftsleben gründete Eberhard Ludwig am 13. September 1709 den ersten deutschen Kommerzienrat. Das Gremium sollte Manufakturen, Bergwerke, Arbeitshäuser, Post- und Straßenwesen beraten, gründen und verwalten. Viele wirtschaftspolitische Maßnahmen in der Regierungszeit des Herzogs wurden vom Kommerzienrat initiiert, doch mitgetragen und verwirklicht von Eberhard Ludwig. Dazu zählt vor allem die Förderung des Weinbaus, der vor dem Dreißigjährigen Krieg (1618–1648) das württembergische Hauptexportgut nach Bayern und Österreich gewesen war. Über Weinfälscher wurden strenge Strafen, in einem Fall sogar die Todesstrafe verhängt. Ein Edikt des Herzogs untersagte das Keltern von Apfel- und Birnenmost, weil sich durch diese Getränke der Verbrauch von Wein verringerte. Äpfel und Birnen, so die Verordnung, seien nur zu Marmelade zu verarbeiten.

#### Verhandlungen mit Frankreich (ab 1711)
Abbildungen: Rangerhöhungen zur Zeit Eberhard Ludwigs

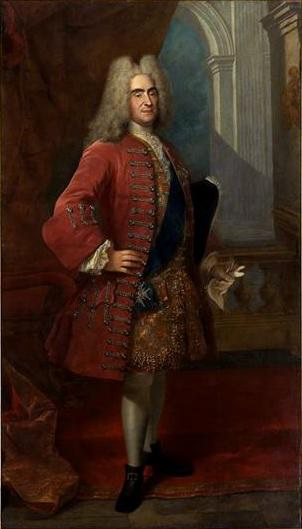
August der Starke, sächsischer Kurfürst und ab 1697 auch König in Polen, Porträt von 1723, Louis de Silvestre
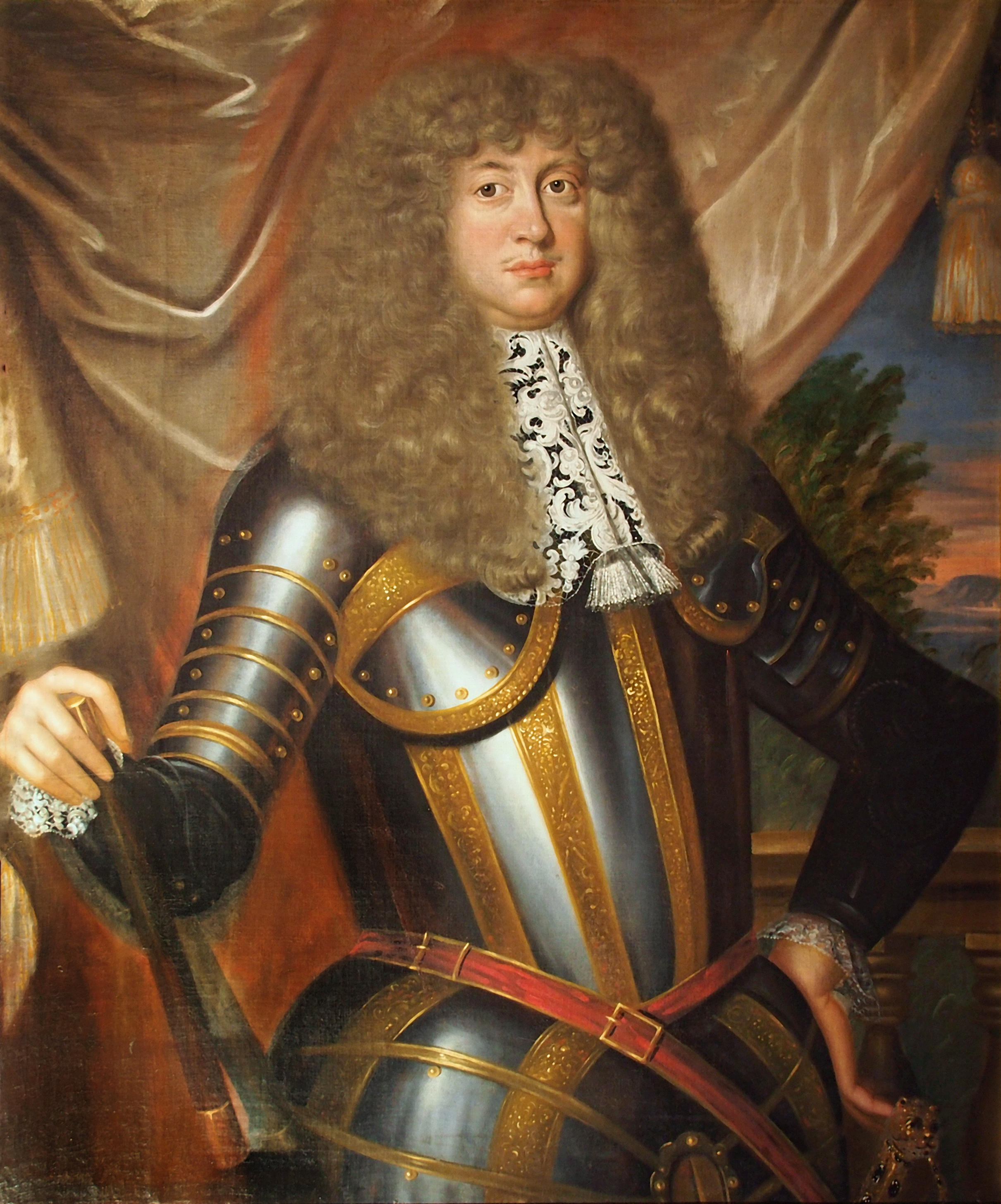
Ernst August zu Braunschweig-Lüneburg, Herzog zu Braunschweig und Lüneburg und ab 1692 Kurfürst von Braunschweig-Lüneburg, Jahr des Portrait und Künstler unbekannt
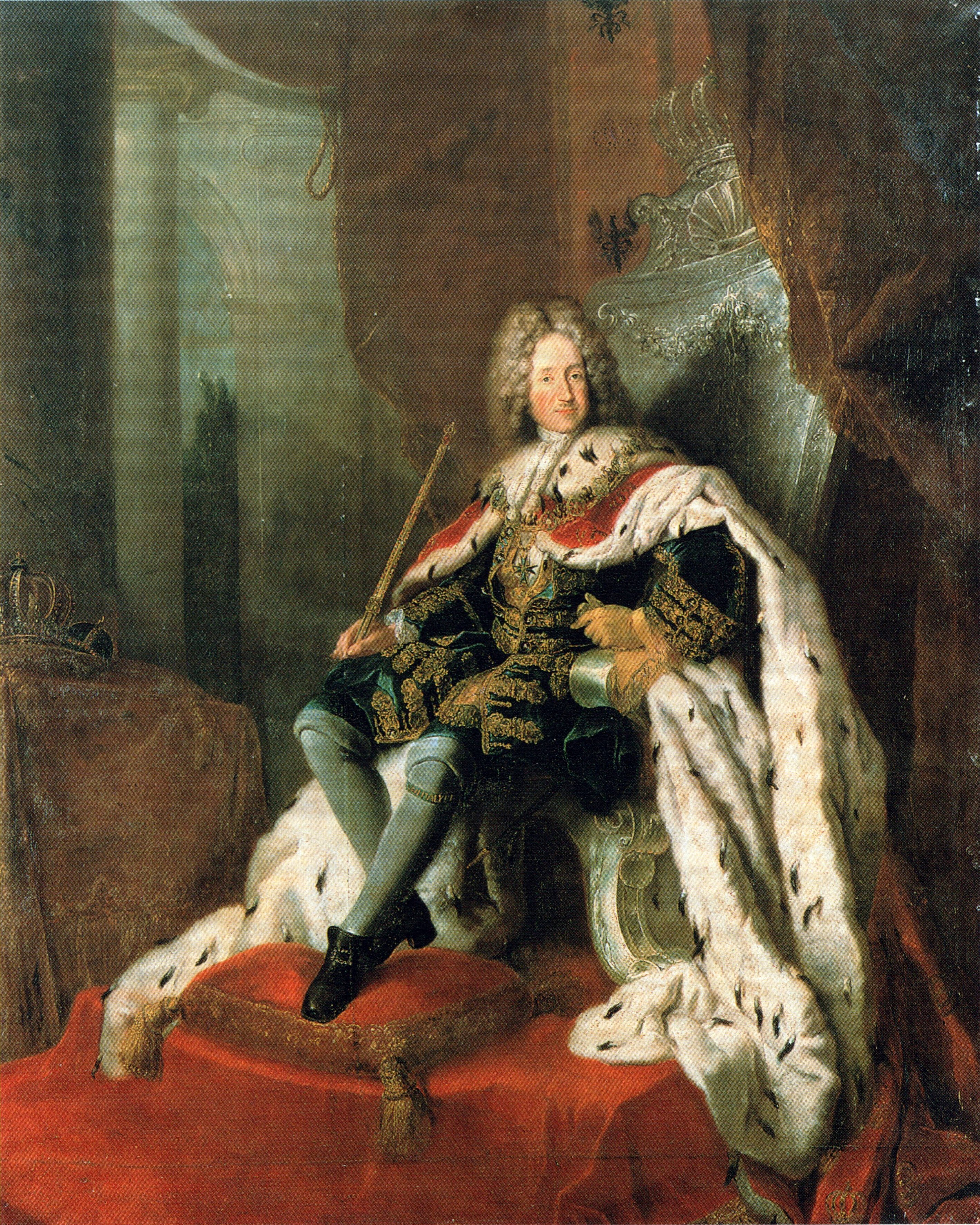
Friedrich I. (Preußen), Kurfürst von Brandenburg und ab 1701 König in Preußen, Porträt vor 1713 entstanden, Antoine Pesne
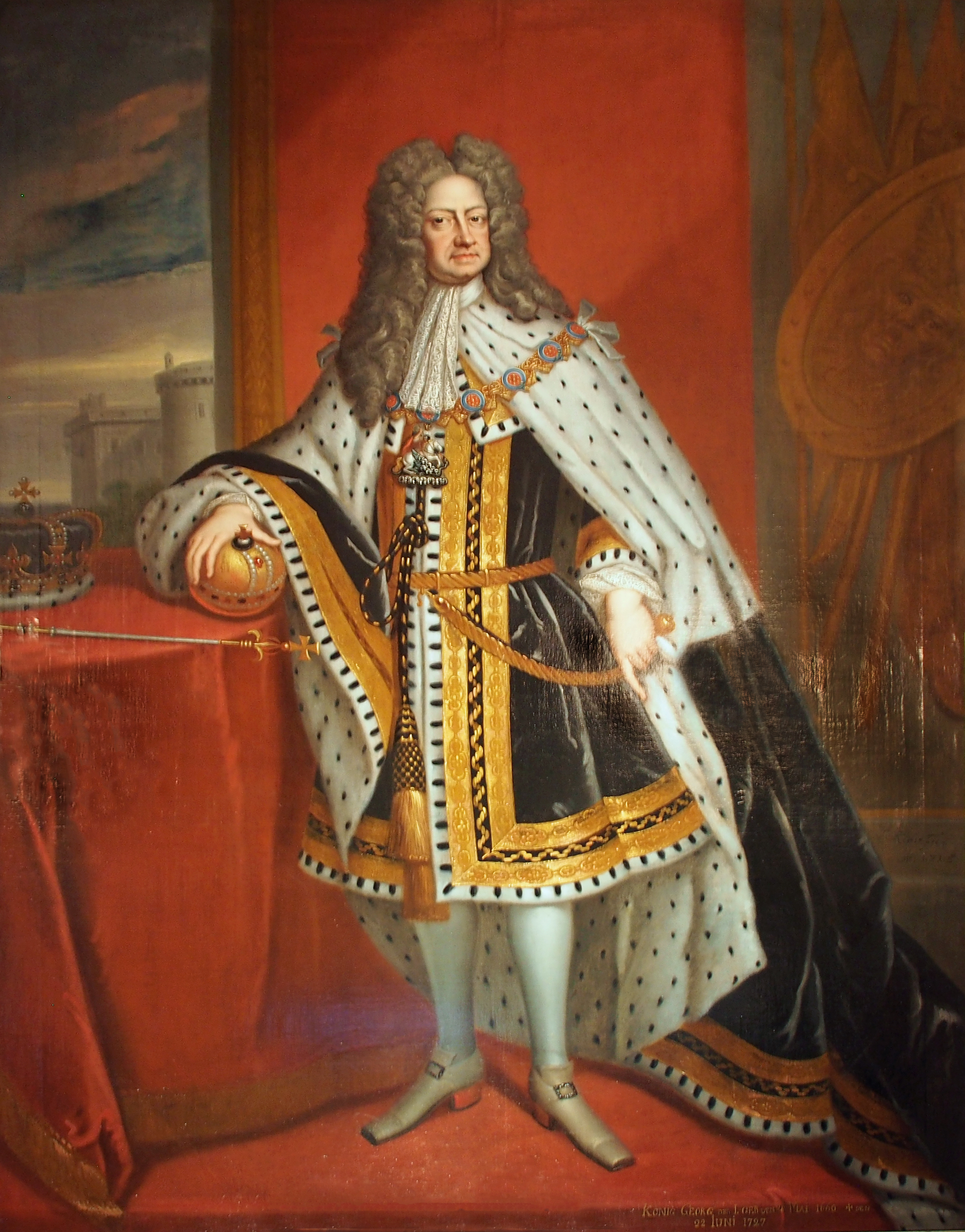
Georg I., Kurfürst von Braunschweig-Lüneburg und ab 1714 König von Großbritannien und Irland, Portrait um 1715, Joachim Kayser

Im Spanischen Erbfolgekrieg hatte Eberhard Ludwig zwei große Ambitionen verfolgt; erstens eine territoriale Erweiterung und zweitens eine Aufwertung seines Ranges entweder zum Kurfürsten oder sogar zum „König von Franken“. Bereits während der Kämpfe gegen den bayerischen Kurfürsten hatte er im Jahr 1704 die von württembergischen Gebietsteilen umgebene Herrschaft Wiesensteig auf der Ostalb besetzt. Das bayerische Territorium hoffte er bei späteren Friedensverhandlungen als Belohnung für die Unterstützung des Kaisers zugesprochen zu bekommen. Zur Absicherung seines Anspruches auf Wiesensteig versuchte Eberhard Ludwig Bündnisse mit Preußen und der Kurpfalz abzuschließen. Mit ihrer Hilfe wollte Eberhard Ludwig wie schon im Pfälzischen Erbfolgekrieg die Rückgabe von Straßburg und des Elsass durchsetzen.
Der ehrgeizige Wunsch, seinen Rang aufzuwerten, hing damit zusammen, dass Hannover 1692 zum Kurfürstentum und Preußen 1701 zum Königreich aufsteigen konnte. Beide erhielten diese Würde vom Kaiser zum Dank für ihre militärische Unterstützung gegen Frankreich. Da die Kurfürsten den Kaiser wählten, konnten sie im Vorfeld wichtige politische Forderungen an diesen stellen. Als Kurfürst genossen sie eine größere Souveränität, was äußere Einmischungen wie in der Grävenitz-Affäre hätte unterbinden können. Ein höherer Herrschertitel diente also nicht nur dem Prestige, sondern konnte die durch Reichsrecht eingeschränkte Handlungsfreiheit eines Reichsfürsten beträchtlich erweitern. Daher war Eberhard Ludwig für eine solche Rangerhöhung sogar bereit, die Fronten zu wechseln und auf den französischen König Ludwig XIV. zu setzen. Dieser versuchte, wenn auch erfolglos, weiterhin dadurch Boden zu gewinnen, dass er Reichsfürsten aus dem Verband des Reiches lösen wollte. Hierfür war Ludwig XIV. auf Zugeständnisse an seine möglichen Verbündeten angewiesen. Wiederholt machten er bzw. seine Unterhändler dem Herzog das Angebot, ihm den Kurfürstenhut und schwäbische Reichsstädte zu verschaffen. Da Frankreich gegenüber dem Reich jedoch keine nennenswerten Erfolge mehr gelangen, zog Eberhard Ludwig seine Unterhändler bald zurück. Nun hing alles von dem Ergebnis der bevorstehenden Friedensverhandlungen ab, zu denen es im Jahr 1714 kam.

#### Rückkehr der Grävenitz (1711)
Die Verbannung der herzoglichen Mätresse hielt nicht lange an. Dies ist vor allem auf die kluge Strategie des württembergischen Legationsrates Johann Heinrich Schütz zurückzuführen. Dieser schlug Eberhard Ludwig vor, die nunmehr zur Reichsgräfin von Urach ernannte Wilhelmine von Grävenitz in einer Scheinehe mit seinem ersten Minister zu verheiraten, dem von Schuldprozessen geplagten Witwer Johann Franz Ferdinand Graf von Würben und Freudenthal. Unter dem Deckmantel dieser Scheinehe ließ Eberhard Ludwig seine Geliebte aus dem Schweizer Exil zurückholen. Markgraf Karl III. Wilhelm von Baden-Durlach, der Bruder von Eberhard Ludwigs eigentlicher Gemahlin, war wegen der Gefahr einer erneuten französischen Invasion bereit, den Affront anzuerkennen. Kaiser Joseph I., der zur Eskalation der Grävenitz-Affäre beigetragen hatte, war am 17. April 1711 verstorben. Sein Nachfolger Karl VI. nahm eine tolerantere Haltung gegenüber dem Eheproblem Eberhard Ludwigs ein. Durch diese veränderten Außenverhältnisse und zahlreiche Verhandlungen konnte Schütz nahezu alle Widerstände überwinden. Zum Dank wurde er im Jahr 1712 von Eberhard Ludwig in den Geheimen Rat berufen und 1717 sogar in den Freiherrenstand erhoben. Bei Hofe gestand Eberhard Ludwig seiner Mätresse nun demonstrativ die repräsentative Rolle einer Herzogin zu. Im Residenzschloss Ludwigsburg residierte die Gräfin ab 1715 im Appartement, das eigentlich für Johanna Elisabeth von Baden-Durlach vorgesehen war. Wieder nahm sie die Rolle einer Mitregentin und Beraterin des Herzogs ein. Es kann als sicher gelten, dass Eberhard Ludwig kaum eine Entscheidung traf, ohne dass er zuvor ihre Ansicht gehört hatte. Zugleich demonstrierte er damit den absolutistischen Anspruch, dass allein sein Wille und seine Gunst über Aufstieg und Niedergang im Staatsapparat entscheiden konnte. Auf Drängen seiner Mätresse schwächte Eberhard Ludwig sogar den Geheimen Rat, die oberste Regierungsbehörde. Formal war der Geheime Rat den württembergischen Landständen verpflichtet und kritisierte die verschwenderische Hofhaltung des Herzogs. Unter dem Vorwand, er könne von seiner Residenz in Ludwigsburg nicht ständig zu den Sitzungen des Geheimen Rates nach Stuttgart reisen, gründete er 1717 ein Konferenzministerium, das allein dem Herzog unterstellt war. Der Geheime Rat wurde immer mehr in eine dem Konferenzministerium untergeordnete Funktion verdrängt. Das Konferenzministerium war somit ein wichtiger Schritt hin zum angestrebten fürstlichen Absolutismus. Zur besseren Kontrolle seiner Minister befahl der Herzog in einer Kabinettsorder vom 4. Mai 1724, dass montags, mittwochs und freitags der Geheime Referendar und der Assessor des Konferenzministeriums sich im Kabinettsraum des Herzoges einzufinden hatten. Sie hatten Eberhard Ludwig über alle Regierungsangelegenheiten zu unterrichten und ihn zu beraten, wobei auch die Reichsgräfin von Würben anwesend war.

#### Schiffbarmachung des Neckars (1712–1714)
Herzog Eberhard Ludwig und seine Berater versuchten, den Plan einer Schiffbarmachung des Neckars, den Mitte des 16. Jahrhunderts bereits Herzog Christoph verfolgt hatte, zu realisieren. Wegen des Widerstandes der von Württemberg unabhängigen Reichsstadt Heilbronn konnten die Arbeiten jedoch hauptsächlich nur auf württembergischem Boden erfolgen. Da Mühlen und sonstige Bauwerke bei Heilbronn in den Neckar hineinragten, sollten die Schiffsreisenden gezwungen werden, in der Stadt Station zu machen. Wegen der letztlich erfolglosen Verhandlungen mit Heilbronn und Esslingen konnten die Arbeiten erst 1712 beginnen. Ab 1713 konnte die Strecke zwischen Heilbronn und Cannstatt freigegeben werden, wobei es auch blieb. Eberhard Ludwig ordnete 1716 an, dass in der Woche mindestens zwei Marktschiffe auf dem Fluss verkehren mussten. Die Schifffahrt auf dem Neckar erwies sich aber trotz aller Bemühungen des Kommerzienrates und des Herzogs als vergleichsweise unrentabel.

#### Einführung der Ertragssteuer (1713)
Um den immer größer werdenden Hof und die Armee finanzieren zu können, war Eberhard Ludwig auf eine effizientere Besteuerung angewiesen. So legte die vom Herzog am 24. Januar 1713 erlassene Dritte Steuerinstruktion fest, dass die Steuerhöhe nach dem jeweiligen Einkommen oder Umsatz festzulegen war. Zuvor hatten die durch die württembergischen Landstände politisch einflussreicheren Bevölkerungsgruppen mit größerem Landbesitz und Einkommen weniger Steuern zahlen müssen. Eberhard Ludwig ging es dabei jedoch allenfalls zweitrangig um eine gerechtere Verteilung der Steuern, viel wichtiger war die so erzielte Erhöhung seiner Einnahmen.

#### Friede von Baden (1714)
Am 7. März 1714 beendeten das Erzherzogtum Österreich und das Königreich Frankreich im Frieden von Rastatt den Spanischen Erbfolgekrieg, ohne allerdings Vereinbarungen bezüglich der Reichsfürsten zu treffen. Dies geschah erst am 7. September 1714 im Frieden von Baden. Den Forderungen Eberhard Ludwigs kam der Kaiser auch jetzt nicht nach: Der Herzog musste die Herrschaft Wiesensteig an Bayern zurückgeben, auf jede Erhöhung seines Titels verzichten und den Verbleib des Elsass bei Frankreich anerkennen. Somit scheiterten alle vom Herzog im Krieg verfolgten Ambitionen.

### Friedensperiode (1714–1733)

#### Rückfall der Grafschaft Mömpelgard (1723)

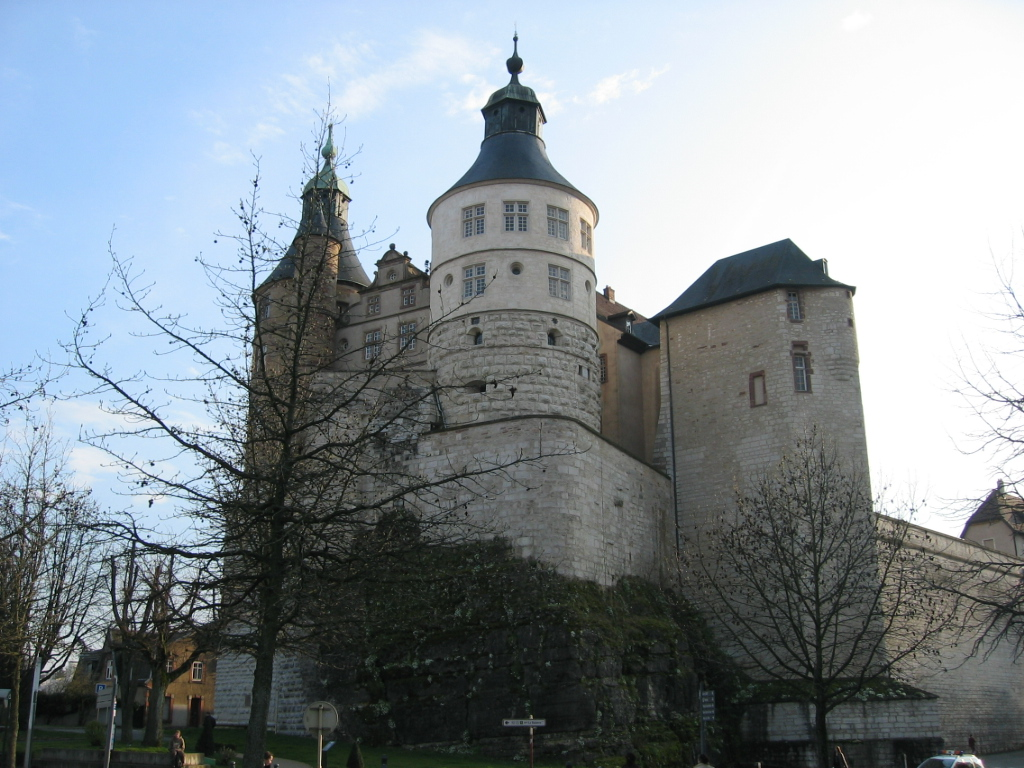
Schloss Mömpelgard (französisch Château de Montbéliard)

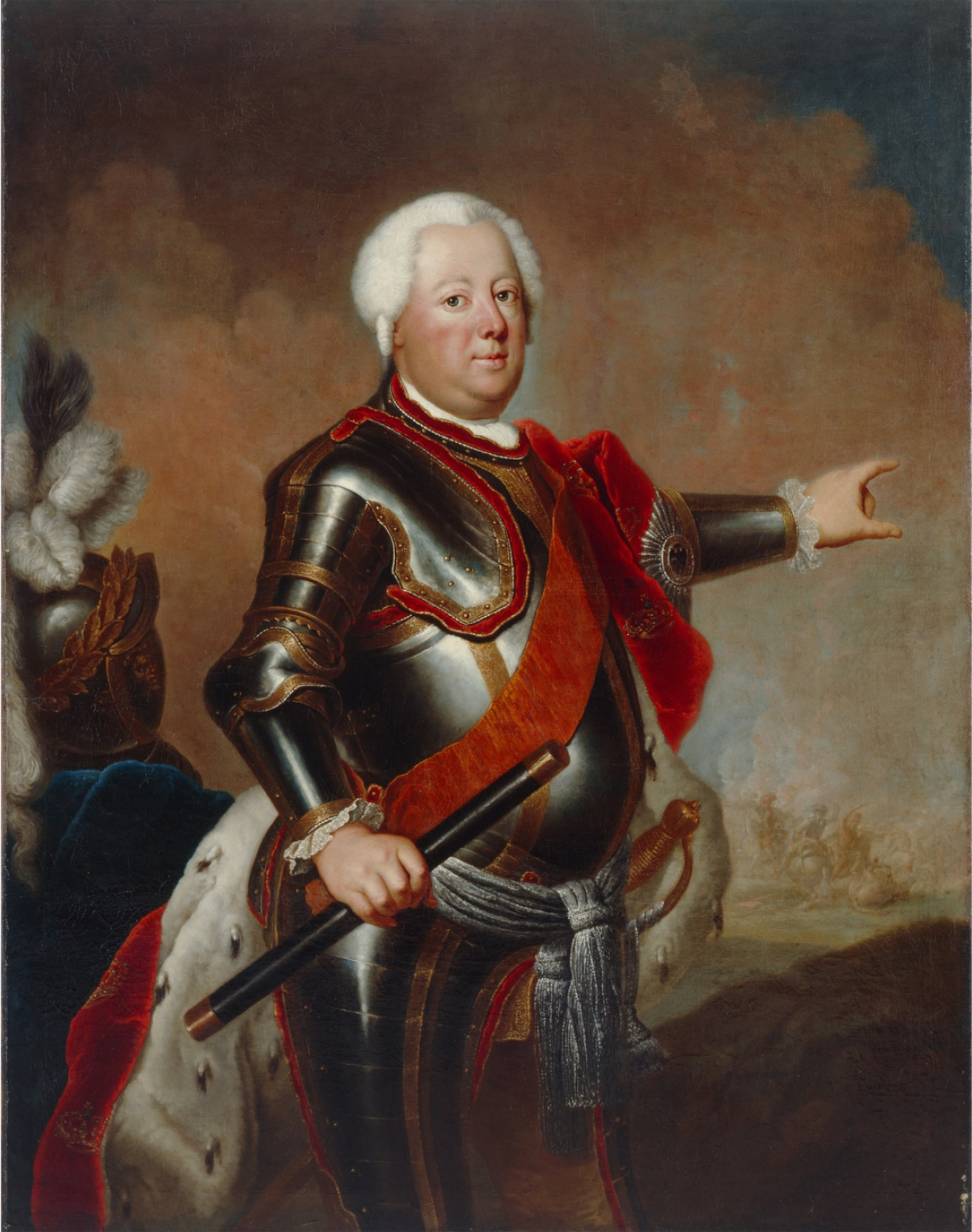
Der preußische Gastgeber: Friedrich Wilhelm I., Porträt nach 1733 entstanden, Künstler unbekannt

Manche Gebietsteile des Herzogtums Württemberg lagen außerhalb der Landesgrenzen, so etwa die von der französischen Freigrafschaft Burgund umschlossene Grafschaft Mömpelgard. Dort regierte eine dynastische Nebenlinie von Eberhard Ludwig. Sein Vetter Leopold Eberhard von Württemberg-Mömpelgard verstarb jedoch am 25. Februar 1723, ohne legitime Nachfolger zu hinterlassen. Seine allesamt unehelich gezeugten und damit nicht erbberechtigten Söhne erhoben trotzdem Anspruch auf die Regierung. Eberhard Ludwig musste reagieren, wenn er die Grafschaft Mömpelgard mit seinem Herzogtum vereinigen wollte. Er entsandte seinen Premierminister Reichsgraf Friedrich Wilhelm von Grävenitz, den Bruder seiner Mätresse, in die Hauptstadt Mömpelgard. Da die konservative Landbevölkerung der Grafschaft das Mätressenregiment ihres verstorbenen Landesherrn ablehnte, konnten sie leicht von dem Reichsgrafen gewonnen werden. Die bewaffneten Bauern vertrieben schließlich den illegitimen Sohn Leopold Erhards. Kurz darauf brach Eberhard Ludwig mit großem Gefolge in die Grafschaft auf, um sich von den Mömpelgarder Untertanen huldigen zu lassen. Mit diesem symbolischen Akt, bei dem die Untertanen Treue schworen und der Herzog im Gegenzug Schutz garantierte, nahm er das Territorium in Besitz. Eberhard Ludwig war damit seine einzige territoriale Vergrößerung gelungen. Dieser Erfolg war freilich sehr zerbrechlich, denn anders als im restlichen Herzogtum musste er damit rechnen, dass sich die selbstbewusste Bevölkerung schnell mit dem französischen König gegen ihn verbünden könnte. Eberhard Ludwig rührte daher die weitgehende Selbstverwaltung der Städte in Mömpelgard nicht an.

#### Reise und Aufenthalt an dem preußischen Hof (1731)
Um eine gegenüber dem Erzherzogtum Österreich eigenständigere Politik betreiben zu können, war Eberhard Ludwig auf die Unterstützung der aufstrebenden protestantischen Vormacht im Reich angewiesen, des Königreichs Preußen. Es bestanden aber auch enge verwandtschaftliche Beziehungen zum preußischen Königshaus. Der aufwendige Reisezug sollte nach den Wünschen Eberhard Ludwigs seinen hohen Rang widerspiegeln: Am 11. Mai 1731 brach der Herzog mit sechs Kutschen, die jeweils von sechs Hengsten gezogen wurden, zum preußischen Hof auf. Dem kam eine symbolische Bedeutung zu, da nur Königen acht Pferde zustanden. Eberhard Ludwig inszenierte sich also als Souverän, der kaum hinter Königen zurückstand. Die beiden letzten Kutschen dienten dabei allein dem Transport von Garderobe, Gepäck und vier Bediensteten. Hinter den Kutschen folgten noch einmal zahllose reitende Bedienstete wie Köche, Kammerdiener und Büchsenspanner. Der Herzog wurde in Potsdam von König Friedrich Wilhelm I. empfangen. Der preußische Monarch ehrte seinen Gast mit Jagdveranstaltungen, Bällen und Soldatenaufmärschen. Nach zweiwöchigem Aufenthalt trat der gesundheitlich angeschlagene Eberhard Ludwig die beschwerliche Rückreise an. Der Besuch in Potsdam und Berlin blieb die letzte Reise des 55-jährigen Herzogs.

#### Konfessionspolitisches Thronfolge-Problem (1731)

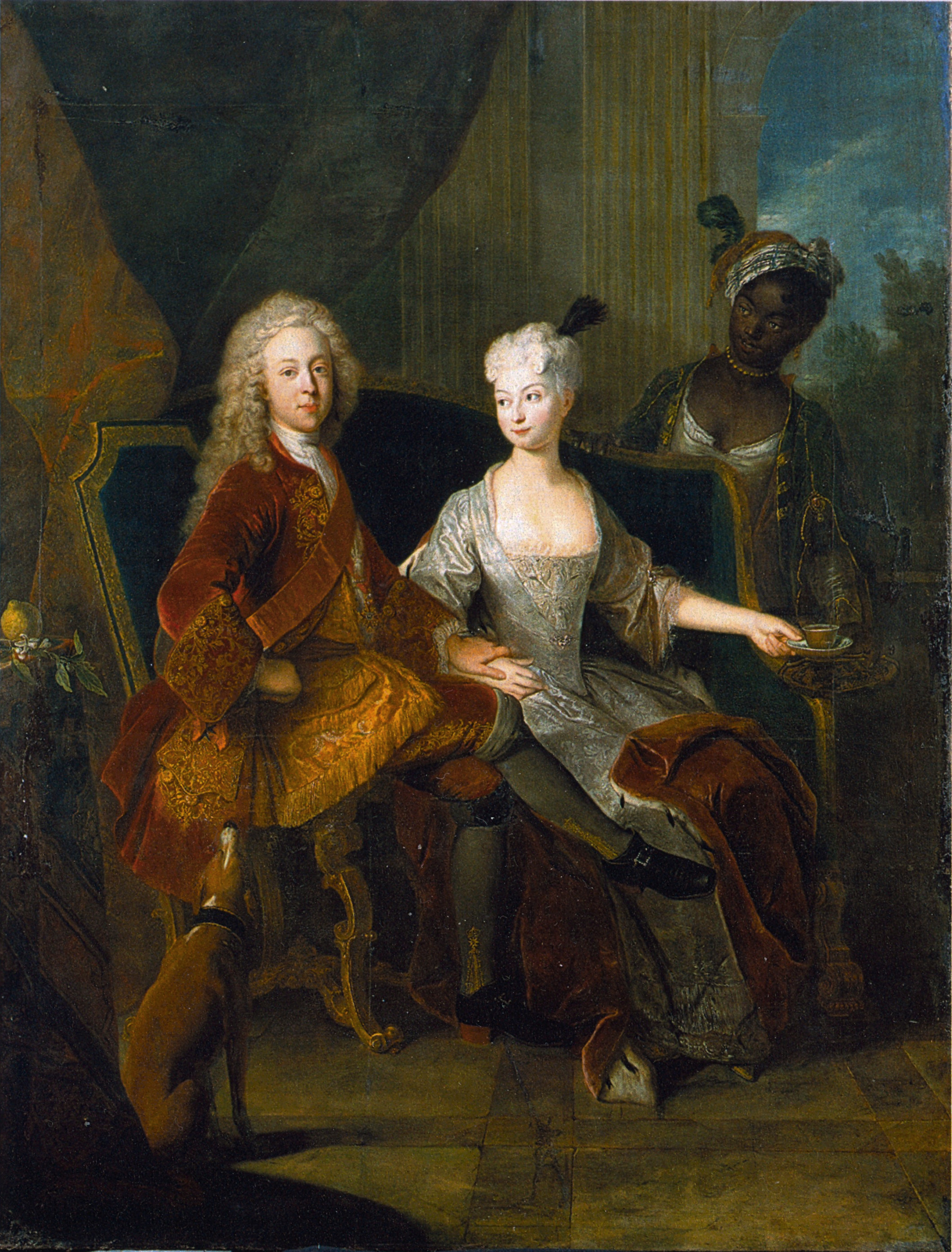
Das Erbprinzenpaar: Friedrich Ludwig und Henriette Marie, Portrait von 1716, Antoine Pesne

Eberhard Ludwig hatte mit Johanna Elisabeth von Baden-Durlach nur einen einzigen Sohn gezeugt: Friedrich Ludwig sollte den Fortbestand der Stuttgarter Dynastielinie garantieren. Zu diesem Zweck ließ Eberhard Ludwig seinen 18-jährigen Sohn mit der Großnichte des preußischen Königs Friedrich Wilhelm I. verheiraten. Tatsächlich brachte Erbprinzessin Henriette Marie am 4. August 1718 einen Sohn namens Eberhard Friedrich zur Welt. Wegen der hohen Säuglingssterblichkeit war die Thronfolge trotzdem nur scheinbar über zwei Generationen gesichert. Dem Säugling waren nur 563 Tage vergönnt. Mitte der 1720er Jahre begann auch sein Vater zu kränkeln. Er litt unter starken Hustenanfällen und verlor fortwährend an Gewicht. Eberhard Ludwig zeigte wenig Einfühlungsvermögen für seinen schwer kranken Sohn. In Briefen drängte er ihn immer wieder zum Geschlechtsverkehr. Henriette Marie erinnerte er an ihre göttliche Verpflichtung, einen Thronfolger zur Welt zu bringen – vergeblich. Eberhard Ludwig musste erkennen, dass die katholische Nebenlinie seines Cousins Karl Alexander in absehbarer Zeit das evangelisch-lutherische Herzogtum regieren könnte. Da Herzog und württembergische Untertanen unterschiedlichen Konfessionen angehören würden, befürchteten die Landstände eine Rekatholisierung Württembergs auf Basis des Augsburger Religionsfriedens von 1555. Allerdings hatte bereits der Westfälische Frieden von 1648 den inoffiziellen Grundsatz des Augsburger Religionsfriedens „cuius regio, eius religio“ – wessen Land, dessen Religion – nach dem der Landesherr die Konfession der Untertanen hatte bestimmen können – außer Kraft gesetzt, und schrieb stattdessen den territorialen Konfessionsstand des „Normaljahres“ 1624 im Heiligen Römischen Reich fest. Reichsrechtlich gesehen war eine Rekatholisierung ausgeschlossen. Am 24. April 1731 erklärte Eberhard Ludwig, sich sowohl von seiner Mätresse als auch von seiner Ehefrau trennen zu wollen. Er wollte sich neu verheiraten, um so doch noch einen Thronfolger vorweisen zu können. Eine erneute Versöhnung mit seiner Ehefrau Johanna Elisabeth von Baden-Durlach lehnte er gegenüber seinen ratlosen Ministern zunächst ab, da er seine Ehefrau immer noch brieflich als eine ihm „von Gott auferlegte Strafe“ ansah. Für diese Entscheidung des Herzogs sprach das Alter seiner Ehefrau. Mit 51 Jahren war von ihr kaum noch eine Schwangerschaft zu erwarten. Andererseits konnte eine endgültige Scheidung von Johanna Elisabeth den Markgrafen von Baden-Durlach verprellen, einen für das Herzogtum Württemberg strategisch wichtigen politischen Partner. Außerdem war Eberhard Ludwig an den Fürstenhöfen bekannt für sein skandalöses Liebesleben. Aus diesem Grund gelang es nicht, eine neue Eheverbindung zu stiften. Wenn er die Thronbesteigung Karl Alexanders noch verhindern wollte, musste er sich letztlich doch noch mit Johanna Elisabeth aussöhnen. Am 30. Juni 1731 einigten sich Eberhard Ludwig und Johanna Elisabeth auf einen Versöhnungsvertrag. Am 23. November 1731 brach der 32-jährige Friedrich Ludwig an der Mittagstafel zusammen und starb noch am selben Abend. Seine langjährige Mätresse Wilhelmine von Grävenitz, inzwischen Reichsgräfin von Würben, ließ Eberhard Ludwig  auf der Festung Hohenurach gefangen halten. Erst im Frühjahr 1733 wurde sie freigelassen. Im April 1733 verließ sie Württemberg endgültig.

#### Einführung der neuen Kriminalprozessordnung (1732)

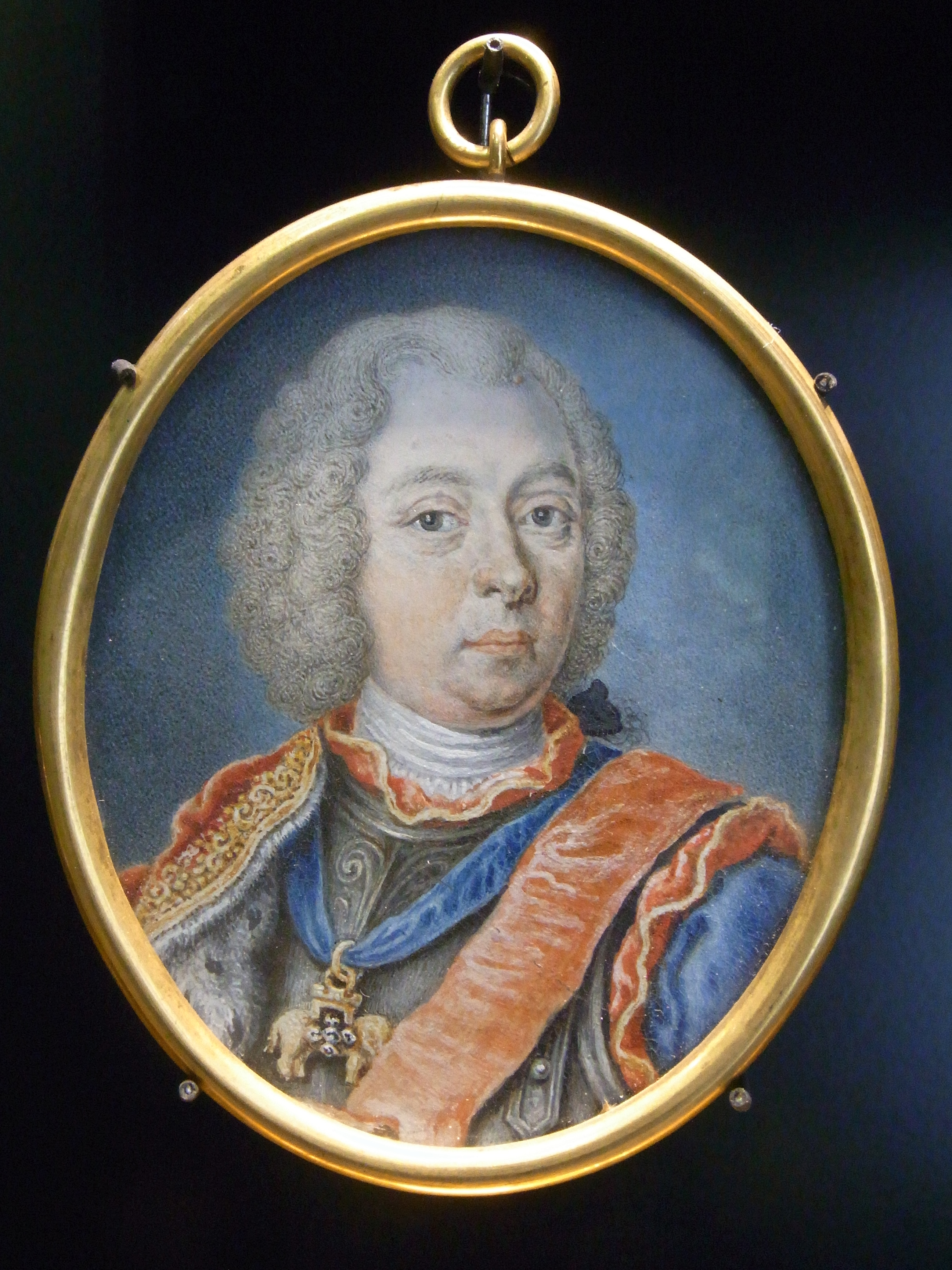
Eberhard Ludwig, vor 1733 entstanden, Künstler unbekannt

Die am 4. April 1732 von Eberhard Ludwig erlassene Kriminalprozessordnung beruhte auf der längst nicht mehr zeitgemäßen Constitutio Criminalis Carolina von 1532. Sie regelte die Verfolgung von Verbrechern und ebenso die Voruntersuchung krimineller Vergehen. Hierfür waren ausdrücklich grausame Formen der Folter als Mittel der richterlichen Wahrheitsfindung vorgesehen. Als besonders schweres Verbrechen sah Eberhard Ludwig die Wilderei an, einen Eingriff in das adelige Privileg der Jagd. Aufgrund der häufig vorkommenden Ernteausfälle erlegten auch Bauern gelegentlich Wild. Um dies einzudämmen, schloss Eberhard Ludwig einen Vertrag mit der Republik Venedig, der es ihm ermöglichte, Wilderer zu Galeerenstrafen zu verurteilen und zum Strafvollzug den venezianischen Behörden zu überstellen. Die zum Galeerendienst verurteilten Württemberger starben in der Regel an Erschöpfung, ehe sie zurückkehren durften.

#### Verschuldung und Funktion des Hofes
Mit Ausgaben für den Bau des Residenzschlosses in Ludwigsburg, dem stehenden Heer und den stark erweiterten herzoglichen Zentralbehörden überdehnte Eberhard Ludwig die wirtschaftliche Leistungsfähigkeit seines Herzogtums bei Weitem. Allein der Hof verschlang in den Jahren von 1714 bis 1733 ein Viertel der Staatsausgaben. Zum Vergleich: Bei Ludwig XIV. machte der Hof im Jahr 1678 „nur“ 23 % der Staatsausgaben aus. Noch im Jahr 1775, 42 Jahre nach dem Tod Eberhard Ludwigs, betrug der nicht abbezahlte Schuldenberg des Verstorbenen eine Million Gulden. Eine hohe Staatsverschuldung war im Barockzeitalter jedoch kein Einzelphänomen, denn Reichsfürsten wie Eberhard Ludwig wurden von einem kulturellen Wettstreit beflügelt. Die von dem Soziologen Norbert Elias auf Ludwig XIV. angewendete Herrschaftsthese, der Hof habe die Aufgabe gehabt, den Adel zu domestizieren, indem er in Bürokratie und Armee des Monarchen eingespannt wurde, kann jedoch nur eingeschränkt auf Württemberg übertragen werden. In Württemberg hat es zwar keinen nennenswerten landsässigen Adel gegeben, doch durch die Förderung „landfremder“ bzw. nicht aus Württemberg stammender Adelsfamilien an seinem Hof versuchte der Herzog, ein von seiner Gunst abhängiges politisches Gegengewicht zu den vom Bürgertum dominierten Landständen zu etablieren. So wurde das Konferenzministerium, das den Geheimen Rat als oberstes Regierungsorgan ablöste, nur noch von Adeligen besetzt, die ihre Berufung und Stellung allein dem Herzog verdankten. Am Ende von Eberhard Ludwigs Regierungszeit war der Einfluss der Landstände deutlich geschwächt, jedoch nicht völlig gebrochen.

#### Tod (1733)

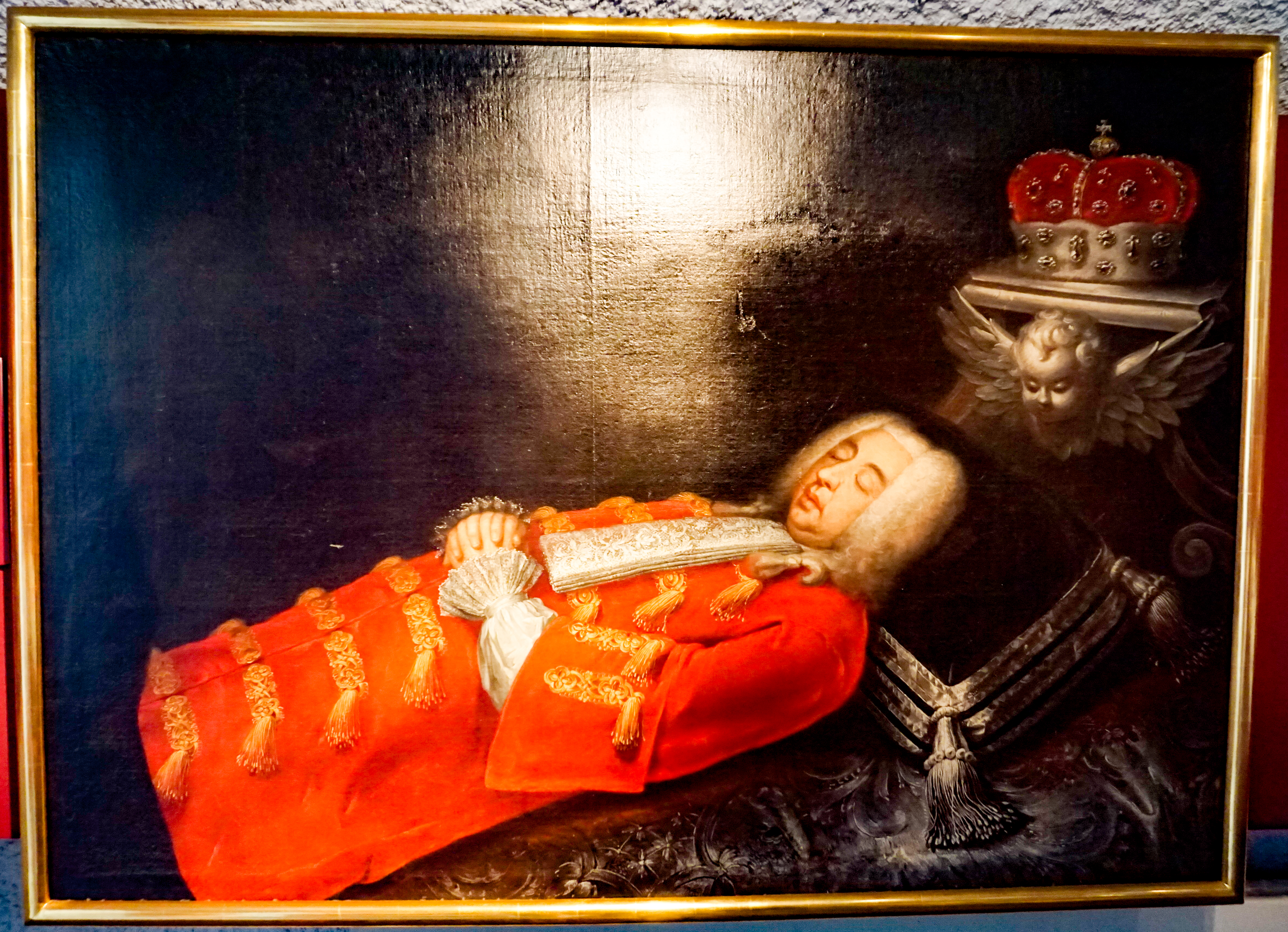
Aufbahrung von Eberhard Ludwig, Jahr und Künstler unbekannt

Bis zu seinem Tod hinterließ Eberhard Ludwig keinen Nachfolger mehr. Zwar verbreitete er 1732 Gerüchte einer Schwangerschaft seiner Ehefrau, doch entsprang dies allein seinem Wunschdenken. Die Ärzte hatten ihre unsichere Diagnose ohne Tastuntersuchung durchführen müssen. Nur Urinproben und der äußere Eindruck standen ihnen bei der bereits 52-jährigen Herzogin zur Verfügung. Noch am 12. August 1732 befahl der Herzog den Festungskommandanten von Hohentübingen, Hohentwiel, Urach und Neuffen anlässlich der baldigen Niederkunft seiner Frau ein Feuerwerk vorzubereiten. Genügend Salpeter und Pulver seien bereitzuhalten. Am 23. August 1732 erteilte er genaue Anweisungen für die Taufe. Erst, als ihn die angeworbenen Ammen darum baten, den Hof verlassen zu dürfen, sah der Herzog ein, dass mit ihm die dynastische Hauptlinie aussterben würde. – Mit dem Gesundheitszustand des Herzogs ging es schnell bergab. Am 31. Oktober 1733 erlag er einem Schlaganfall. Der württembergische Thron ging an Karl Alexander aus der Nebenlinie Württemberg-Winnental.

## Kultur und Kunst

### Die Jagd
Seit dem Mittelalter galt die Jagd als Privileg von Fürsten und Edelleuten. Sie erfüllte aus Sicht der Adeligen ursprünglich drei Funktionen: erstens den Schutz der Landwirtschaft vor Wildschaden, zweitens den Abschuss von Raubtieren wie Wölfen und Bären und drittens die Nahrungsbeschaffung. Zur Zeit Eberhard Ludwigs hatte sich die Jagd zur beliebten Freizeitbeschäftigung und höfischen Darstellungsform patriarchischer Stärke und Ausdauer entwickelt. Hasen, Wildschweine, Rehe und Füchse wurden in Gehege gejagt und Eberhard Ludwig vor die Flinte getrieben. In Jagdverzeichnissen wurden die Schussergebnisse des Herzogs akkurat wiedergeben. In den beiden Wintern 1731 und 1732 soll er demzufolge 20.000 Tiere erlegt haben. Der Herzog brachte für die Jagd gute Qualitäten mit: Er war ein guter Reiter und Wagenlenker.

### Stiftung des Hubertus-Orden
Am 2. November 1702 gründete Eberhard Ludwig den ersten württembergischen Orden, den Ritterorden von der Jagd, nach dem Schutzpatron der Jagd, dem heiligen Bischof Hubertus von Lüttich, auch Hubertusorden genannt. Dieser adelige Jagdorden sollte der Rangaufwertung des Herzogs dienen. Allerdings traten nur regionale Fürsten wie Friedrich Wilhelm von Hohenzollern-Hechingen, Joseph Friedrich Ernst von Hohenzollern-Sigmaringen und Georg Wilhelm von Bayreuth dem Orden bei. Ansonsten beschränkte sich die Verleihung auf den württembergischen Hofadel. Die höfischen Ordensritter mussten den Orden täglich an sich tragen. Bei Missachtung hatte selbst der Herzog zur Strafe dem Ordensherren eine Flinte und dem Beobachter Pistolen sowie zehn Gulden für die Armen zu geben. Die erste Ritterversammlung fand am 3. November 1704 auf dem Erlachhof, der Keimzelle des späteren Ludwigsburger Residenzschlosses, statt.

### Gründung von Ludwigsburg

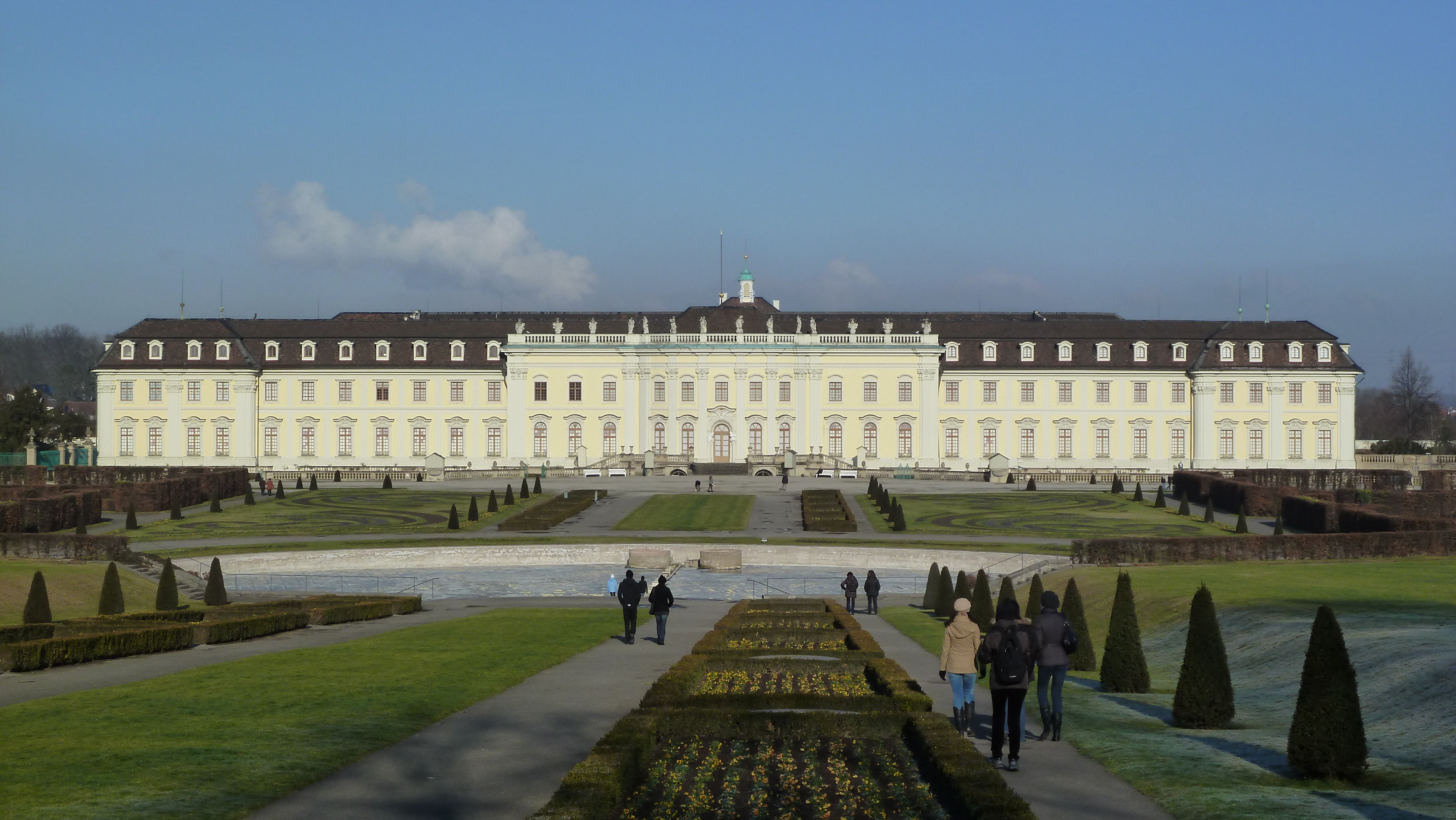
Residenzschloss Ludwigsburg

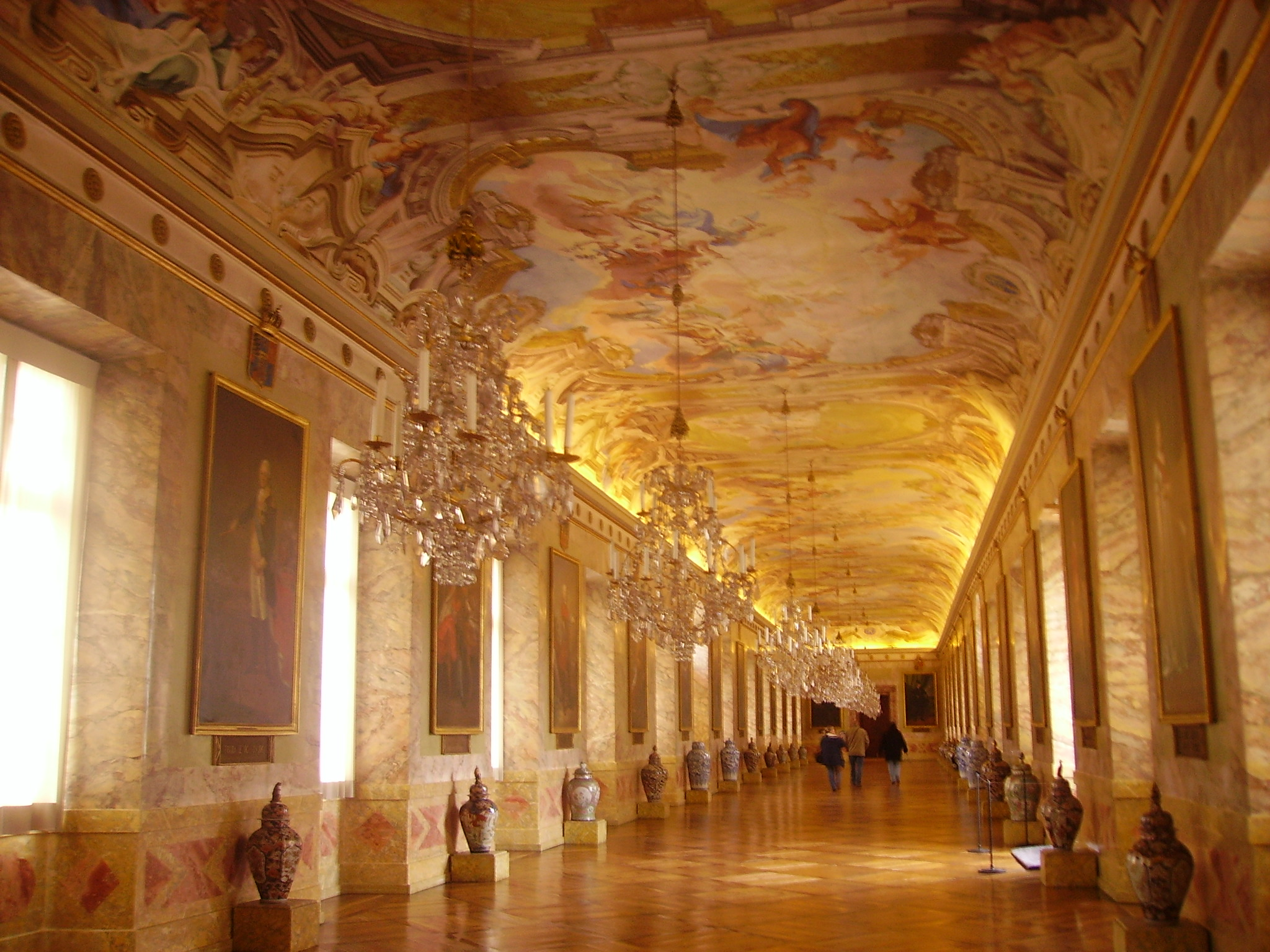
Ahnengalerie im Residenzschloss Ludwigsburg

Wie an allen west- und mitteleuropäischen Fürstenhöfen üblich orientierte sich Eberhard Ludwig am französischen Vorbild von Schloss Versailles. Er übernahm nicht nur die Architekturvorstellungen von Versailles, sondern auch die französische Sprache, Mode und Etikette. Als der Herzog im Jahr 1700 während seiner Grand Tour den Hof Ludwigs XIV. besuchte, reiste er streng inkognito mit kleinem Gefolge an. Einer Audienz beim französischen König entzog er sich aufgrund seiner Erfahrungen im Pfälzischen Erbfolgekrieg, der sein Herzogtum Württemberg verwüstet hatte. Nur als Kunstmäzen bewunderte der württembergische Herzog den uneingeschränkt herrschenden Sonnenkönig. Die erfolgreiche Militärkarriere im Spanischen Erbfolgekrieg ließ das Selbstbewusstsein von Eberhard Ludwig weiter steigen. Wie der Sonnenkönig mit Versailles und Ludwig Wilhelm von Baden-Baden mit Rastatt wollte nun auch er eine große Residenz vor den Toren seiner Hauptstadt errichten lassen. Diese Residenz, für die im Jahr 1704 der Grundstein gelegt wurde, war aus seiner Sicht politisch notwendig, um seine Ansprüche auf die Kurfürstenwürde einerseits und territoriale Abrundungen andererseits zu untermauern. Da er beide eben genannte Ambitionen in der ersten Dekade des 18. Jahrhunderts nicht verwirklichen konnte, sollte die Ludwigsburger Residenz diese politischen Misserfolge kompensieren. Darin kam der Wille Eberhard Ludwigs zum Ausdruck, durch die architektonische Demonstration von Stärke seine politischen Niederlagen nur als vorübergehende Rückschläge zu werten. Kosten und Belastungen seiner Untertanen spielten bei der Verwirklichung dieser Pläne keine Rolle. Die Bevölkerung der umliegenden Region hatte für den Schlossbau Frondienste zu leisten, dabei war es egal, ob die Arbeiten gerade in die Getreide- und Heuerntezeit fielen. Da viele Bauern, aber auch Winzer zu spät auf der Baustelle erschienen oder sogar entflohen, billigte der Herzog grausame Strafen, etwa das zeitweise Anketten an Karrenräder. Da der Herzog keine Gesamtkonzeption hatte bzw. die Ausarbeitung eines Bauplans nicht zuließ, explodierten die Kosten des Schlosses. Über drei Millionen Gulden verschlang der Bau insgesamt.
Später entwickelte sich die Stadt Ludwigsburg. Ab 1711 hielt sich Eberhard Ludwig immer häufiger dort auf, meist in Gesellschaft seiner langjährigen Mätresse Wilhelmine von Grävenitz. 1718 verlegten Eberhard Ludwig und sie gemeinsam die Residenz von Stuttgart nach Ludwigsburg und erhoben die noch wenig bevölkerte Planstadt zur Hauptstadt des Herzogtums. Herzogin Johanna Elisabeth von Baden-Durlach blieb im Stuttgarter Schloss.

### Hofzeremoniell
Der Alltag Eberhard Ludwigs wurde streng durch das Hofzeremoniell geregelt. Im Winter wurde der Herzog um 6 Uhr, im Sommer um 7 Uhr morgens von seinem Kammerdiener geweckt, der im selben Raum schlief wie Eberhard Ludwig. Neben dem Kammerdiener schlief auch der schwarze Wolfshund Melac in unmittelbarer Nähe des Herzogs. Nach Berichten der Höflinge soll sich das auf einem Tigerfell ausruhende Tier sehr misstrauisch gegenüber Fremden verhalten haben und damit den idealen „letzten Leibgardisten“ abgegeben haben. In dieser Hinsicht ist er auch nach dem französischen General Ezéchiel de Mélac benannt. Dieser hatte im Pfälzischen Erbfolgekrieg das Heidelberger Schloss gesprengt und viele Brandschatzungen veranlasst. Mit dem Aufstehen Eberhard Ludwigs begann das morgendliche Zeremoniell des Lever, das Eberhard Ludwig aus Schloss Versailles übernahm. Zu diesem Zeitpunkt waren bereits hohe Minister, Generäle und Familienangehörige erschienen. Kammerherren, Hof- und Kammerjunker waren mit der Bedienung des Herzogs betraut (Ankleiden sowie Vorwärmen, Zurechtrücken und Entleeren der Morgentoilette). Bei dieser Gelegenheit konnte der Hofadel erstmals ein vertrautes Wort an den Monarchen richten, eine Situation, bei der man Posten oder Ränge gewinnen oder verlieren konnte. Das Schlafzimmer Eberhard Ludwigs war der innerste Raum. Stufenweise wurden immer weniger Personen in die davorliegenden Räume (Vorgemach, Audienzzimmer, Spiegelkabinett) vorgelassen. Auf diese Weise wurden Rangverhältnisse, aber auch die Gunst des Herzogs betont. Bis 11 Uhr kümmerte sich Eberhard Ludwig um die Regierungsgeschäfte, ließ sich von seinen Ministern vortragen und beraten. Nur mit seiner Unterschrift konnten die Staatsbehörden Gesetze und Verordnungen in Kraft treten lassen. Um 11 Uhr begann die Mittagstafel, die wie das Lever für alle wichtigen Höflinge mit einer Anwesenheitspflicht verbunden war. Zu diesem Zweck erweiterte der Herzog sein zum Teil vergoldetes Tafelgeschirr durch teure Käufe im Ausland, da er den heimischen Kunstgewerben misstraute. Die Zusammensetzung und Sitzordnung der herzoglichen Tischgesellschaft, ja sogar die Vergabe freier Plätze war penibel in den Hofordnungen von 1702 und 1730 festgeschrieben. Der Personenkreis bestand aus den engsten Familienangehörigen Eberhard Ludwigs, Inhaber hoher Hof- und Regierungsämter, Militärs, zeitweise seiner Mätresse sowie einigen Damen, die namentlich nicht beschrieben wurden. Auswärtige Besucher erhielten das Privileg am Tisch des Herzogs speisen zu dürfen. Wer allerdings keine bedeutende Abstammung vorweisen konnte, dem sollte diese herzogliche Gunst nur ein einziges Mal vergönnt sein. Bei längerem Aufenthalt musste er danach mit der Tafel des Marschalls vorliebnehmen.
Am Nachmittag wurden Ausflüge mit Schlitten oder Wagen in die nähere Umgebung unternommen, es wurde auf die Jagd gegangen oder man nahm an Brettspielen oder geselligen Zusammenkünften teil. Der festgelegte alltägliche Tagesablauf führte dazu, dass sich Eberhard Ludwig nach Abwechslung sehnte, wofür er prachtvolle Feste (Bälle, Feuerwerke, Opern und Theateraufführungen) von seinem Oberzeremonienmeister organisieren ließ. Allein an 100 Tagen im Jahr wurde der Herzog von Dramen und Komödien im Theater unterhalten.

## Rezeption
Die historische Beurteilung des Herzoges fällt ambivalent aus. Eingeschränkt teilen Historiker zwar die Meinung der Zeitgenossen, der Herzog habe sich selbst und die Möglichkeiten seines Territoriums maßlos überschätzt. Er habe ein korruptes Regierungssystem und einen ungeheuren Schuldenberg hinterlassen. Zudem sei persönliche Schwäche verantwortlich dafür gewesen, dass seine Mätresse Christina Wilhelmina von Grävenitz zumindest teilweise politischen Einfluss gewinnen konnte. Auf der anderen Seite war gerade der höfische Aufwand in der politischen Theorie des 17. und 18. Jahrhunderts ein unverzichtbarer Bestandteil politischer Selbstdarstellung. Außerdem wurde in seiner Regierungszeit das Steuerwesen reformiert, Manufakturen wurden gefördert, mit der Aufnahme von Hugenotten neue Gewerbe in Württemberg heimisch gemacht und die dauerhafte Existenz eines stehenden Heeres durchgesetzt. Obwohl nicht alle diese politischen und wirtschaftlichen Maßnahmen durch die direkte Initiative des Herzogs angestoßen worden sind, so hat er diese doch in ihrer Ausführung unterstützt und auch durchgesetzt.

## Ahnentafel
|  |                                                                 |  |  |  |  |  |  |  |  |  |  |  |  |
|  | Johann Friedrich (Württemberg)                                  |  |  |  |  |  |  |  |  |  |  |  |  |
|  |                                                                 |  |  |  |  |  |  |  |  |  |  |  |  |
|  |                                                                 |  |  |  |  |  |  |  |  |  |  |  |  |
|  | Eberhard III. (Württemberg, Herzog) (Regierungszeit: 1633–1674) |  |  |  |  |  |  |  |  |  |  |  |  |
|  |                                                                 |  |  |  |  |  |  |  |  |  |  |  |  |
|  |                                                                 |  |  |  |  |  |  |  |  |  |  |  |  |
|  | Barbara Sophia von Brandenburg                                  |  |  |  |  |  |  |  |  |  |  |  |  |
|  |                                                                 |  |  |  |  |  |  |  |  |  |  |  |  |
|  |                                                                 |  |  |  |  |  |  |  |  |  |  |  |  |
|  | Wilhelm Ludwig (Württemberg) (Regierungszeit: 1674–1677)        |  |  |  |  |  |  |  |  |  |  |  |  |
|  |                                                                 |  |  |  |  |  |  |  |  |  |  |  |  |
|  |                                                                 |  |  |  |  |  |  |  |  |  |  |  |  |
|  | Johann Kasimir, Graf von Salm-Kyrburg (1577–1651)               |  |  |  |  |  |  |  |  |  |  |  |  |
|  |                                                                 |  |  |  |  |  |  |  |  |  |  |  |  |
|  |                                                                 |  |  |  |  |  |  |  |  |  |  |  |  |
|  | Anna Katharina Dorothea von Salm-Kyrburg                        |  |  |  |  |  |  |  |  |  |  |  |  |
|  |                                                                 |  |  |  |  |  |  |  |  |  |  |  |  |
|  |                                                                 |  |  |  |  |  |  |  |  |  |  |  |  |
|  | Dorothea, Gräfin zu Solms-Laubach (1579–1631)                   |  |  |  |  |  |  |  |  |  |  |  |  |
|  |                                                                 |  |  |  |  |  |  |  |  |  |  |  |  |
|  |                                                                 |  |  |  |  |  |  |  |  |  |  |  |  |
|  | Eberhard Ludwig von Württemberg                                 |  |  |  |  |  |  |  |  |  |  |  |  |
|  |                                                                 |  |  |  |  |  |  |  |  |  |  |  |  |
|  |                                                                 |  |  |  |  |  |  |  |  |  |  |  |  |
|  | Georg II. (Hessen-Darmstadt)                                    |  |  |  |  |  |  |  |  |  |  |  |  |
|  |                                                                 |  |  |  |  |  |  |  |  |  |  |  |  |
|  |                                                                 |  |  |  |  |  |  |  |  |  |  |  |  |
|  | Ludwig VI. (Hessen-Darmstadt)                                   |  |  |  |  |  |  |  |  |  |  |  |  |
|  |                                                                 |  |  |  |  |  |  |  |  |  |  |  |  |
|  |                                                                 |  |  |  |  |  |  |  |  |  |  |  |  |
|  | Sophie Eleonore von Sachsen                                     |  |  |  |  |  |  |  |  |  |  |  |  |
|  |                                                                 |  |  |  |  |  |  |  |  |  |  |  |  |
|  |                                                                 |  |  |  |  |  |  |  |  |  |  |  |  |
|  | Magdalena Sibylla von Hessen-Darmstadt                          |  |  |  |  |  |  |  |  |  |  |  |  |
|  |                                                                 |  |  |  |  |  |  |  |  |  |  |  |  |
|  |                                                                 |  |  |  |  |  |  |  |  |  |  |  |  |
|  | Friedrich III. (Schleswig-Holstein-Gottorf)                     |  |  |  |  |  |  |  |  |  |  |  |  |
|  |                                                                 |  |  |  |  |  |  |  |  |  |  |  |  |
|  |                                                                 |  |  |  |  |  |  |  |  |  |  |  |  |
|  | Marie Elisabeth von Schleswig-Holstein-Gottorf                  |  |  |  |  |  |  |  |  |  |  |  |  |
|  |                                                                 |  |  |  |  |  |  |  |  |  |  |  |  |
|  |                                                                 |  |  |  |  |  |  |  |  |  |  |  |  |
|  | Maria Elisabeth von Sachsen (1610–1684)                         |  |  |  |  |  |  |  |  |  |  |  |  |
|  |                                                                 |  |  |  |  |  |  |  |  |  |  |  |  |
|  |                                                                 |  |  |  |  |  |  |  |  |  |  |  |  |